# Rys (rod)
Rys (Lynx) je rod středně velkých kočkovitých šelem severní polokoule. Mezi typické znaky rysů patří licousy, štětičky na ušních boltcích, krátký ocas, dlouhé nohy a 28 zubů (oproti 30 běžných u většiny jiných koček). Celkem se u rysů uvádí dvanáct unikátních evolučních znaků (synapomorfií).
Rysové prošli evolučním vývojem, na jehož konci stojí současné čtyři druhy. Dva žijí v Severní Americe – rys kanadský a rys červený. Ohrožený rys iberský obývá rezervace ve Španělsku a několik málo zvířat snad ještě přežívá v Portugalsku. Rys ostrovid je ze všech rysů největší a má také největší areál rozšíření; původně žil v celé Eurasii, ale v Evropě byl na mnoha místech vyhuben. Společným předkem těchto čtyř druhů byl zřejmě Lynx issiodorensis, jenž žil v pliocénu a pleistocénu. Karakal a kočka bažinná se kvůli chomáčkům chlupů na konci uší a kratšímu ocasu někdy také označují jako rysové nebo rysci. S rysy rodu Lynx ale nejsou nijak zvlášť příbuzní.
Rysové preferují habitat v podobě lesních společenství mírného pásu. S výjimkou rysa iberského jsou rozšířeni na velkém území v poměrně hojných počtech a nehrozí jim v globále nebezpečí vyhubení. Zatímco v indiánské mytologii zaujímali důležité postavení, v evropské kulturní oblasti byli dlouho tajemným neurčitým zvířetem s pověstí zuřivé šelmy.

## Společné rysy rodu

### Popis

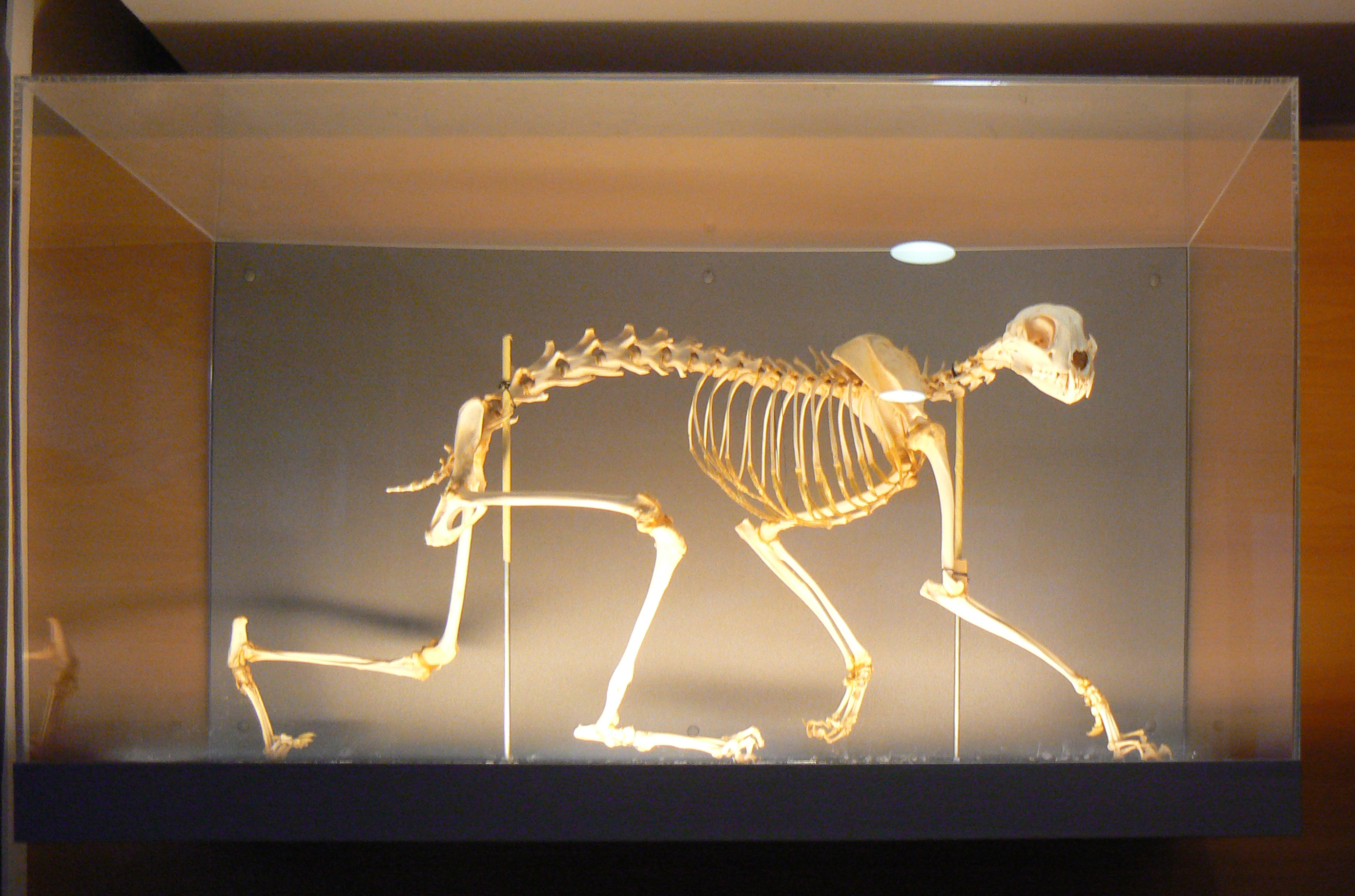
Kostra rysa ostrovida

#### Tělo
Rysové mají jedinečný vzhled a jejich záměna s jinými kočkami (snad s výjimkou karakala) je prakticky vyloučená. Charakterizuje je kymácivá chůze, způsobená výraznými zadními končetinami. Přední i zadní končetiny mají rysové relativně dlouhé a objemné a tlapy velmi široké. Ve sněhu fungují jako malé sněžnice (obzvláště u rysů kanadských). Široké tlapy navíc tlumí zvuk při chůzi a přispívají tak k tichému přiblížení ke kořisti. Plošný tlak rysů ostrovidů na zem je třikrát menší než u koček divokých a rysů kanadských čtyřikrát až devětkrát menší než kojotů. Otisky tlap se podobají otiskům kočky domácí, jsou však podstatně širší. Stopa je téměř lineární, především pohybuje-li se rys vyšším tempem.
Ocas mají rysové krátký, jakoby useknutý, jeho délka se pohybuje od 5 do 25 cm. Rys ostrovid ho mívá nejsilnější ze všech druhů. Krátký ocas související s redukcí ocasních obratlů je hlavní anatomickou zvláštností rodu Lynx.
Pohlavní dimorfismus bývá spíše nevýrazný. Samci jsou v průměru o 10–25 % větší než samice, nicméně hmotnost mohou mít výjimečně až o 80 % vyšší.
Množství skvrn a celkové zbarvení srsti se liší v závislosti na druhu, na zeměpisné šířce výskytu a ročním období. Rysové mohou mít svůj kožich téměř jednobarevný, s nevýraznou kresbou, s proužky, s výraznými skvrnami a rozetami. Rysové iberští mívají skvrny velmi zřetelné, zatímco rysům kanadským dlouhá srst případnou kresbu rozmazává či úplně destruuje. Všichni rysové mají líce, břicho, vnitřek nohou, bradu a srst okolo očí zbarvené krémově. Rys kanadský a rys ostrovid se vyznačují velmi hustou srstí, která může mít na břiše 4600 a na zádech až 9000 chlupů na cm². Poměr chlupů podsady vůči pesíkům je 12–13 ku 1.
|                        | Rys ostrovid    | Rys kanadský    | Rys iberský   | Rys červený     |
| Délka těla (bez ocasu) | 76 až 148 cm    | 73 až 107 cm    | 68 až 82 cm   | 50 až 100 cm    |
| Délka ocasu            | 12 až 24 cm     | 5 až 13 cm      | 12 až 16 cm   | 9 až 20 cm      |
| Maximální délka lebky  | 13,1 až 15,3 cm | 11,7 až 13,9 cm | 11 až 13,9 cm | 10,6 až 13,7 cm |
| Výška v kohoutku       | 65 až 75 cm     | 48 až 65 cm     | 40 až 50 cm   | 45 až 68 cm     |
| Typická hmotnost samců | 12 až 32 kg     | 6 až 17 kg      | 7 až 16 kg    | 9 až 18 kg      |
| Typická hmotnost samic | 13 až 25 kg     | 5 až 12 kg      | 8 až 10 kg    | 4 až 15 kg      |
| Průměrná hmotnost      | 23 kg           | 10,1 kg         | 11 kg         | 8,6 kg          |

#### Hlava

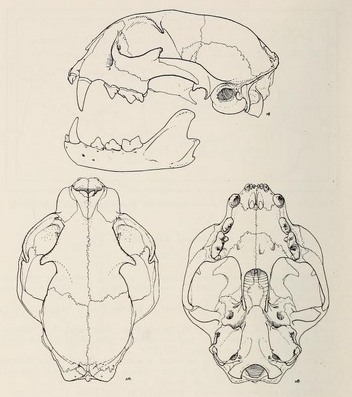
Nákres lebky rysa kanadského

Hlava rysů je kulatá a posazená na krátkém krku. Vůči tělu je relativně malá. Uši mají trojúhelníkovitý tvar, jsou relativně dlouhé a zakončené chomáčky chlupů. Kromě rysů rostou tyto chlupy i karakalům, kočkám bažinným a některým rasám koček domácích. Slouží zřejmě k určování směru větru a k přesnějšímu lokalizování zvuků. Okolo hlavy mají prodlouženou srst, která tvoří licousy, jež propůjčují hlavám rysů typický vzhled poněkud připomínající sovu. Vytvářejí parabolický tvar a pomáhají zřejmě k lepšímu zachytávání zvuků.
V tlamě rysů se nachází 28 zubů. Pro ostatní kočkovité šelmy je typických 30 zubů. V horní čelisti mají rysové jenom dva třenové zuby (premoláry) a čelist je tedy celkově kratší. Tím se zvýšila síla skusu. Zubní vzorec rysů je I3/3 (řezáky), C1/1 (špičáky), P2/2 (premoláry), M1/1 (moláry), u ostatních kočkovitých šelem je to obvykle I3/3, C1/1, P3/2, M1/1.

#### Smysly a výkony

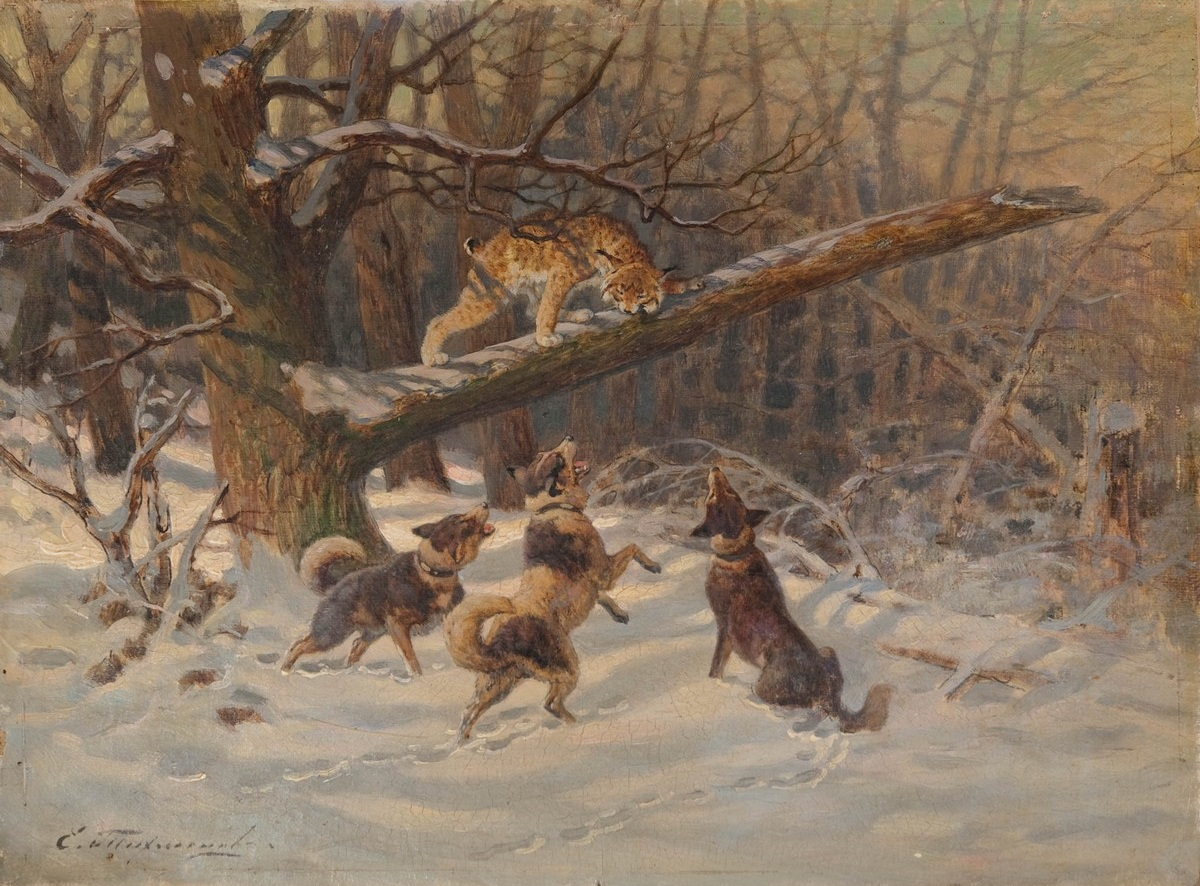
Rys umí dobře šplhat po stromech, čehož mnohdy využívá při úniku před psovitými šelmami

Jako ostatní kočkovité šelmy mají i rysové velmi dobře vyvinutý zrak, který je uzpůsobený k vidění za snížené viditelnosti a k zachycení pohybu. Myš rysové spatří na vzdálenost 75 metrů, zajíce na 300 metrů a srnu na 500 metrů. Sluch, zřejmě i díky licousům a štětinkám dosahuje značné citlivosti a rys dokáže zaslechnout zajíce okusujícího větvičku až na 60 metrů. Čich je poměrně citlivý, ale rysové ho využívají především k vnitrodruhové komunikaci a nikdy ne při lovu jako psovité šelmy. Hmatové vousy nacházející se po stranách čenichu, na lících a nad očima jsou orgánem velmi citlivým na dotykové vjemy. Rysové chovaní v zajetí nereagují na šantu kočičí, ale v divočině je její odér láká.
Rysové vodu nijak nevyhledávají a plavou jen, když to je nutné. Jsou to výborní skokani a lezci po stromech. Dokáží přeskočit překážku 3 až 4 metry vysokou. Podobně jako jiné kočky nejsou vytrvalými běžci. Dokáží vyvinout vysokou maximální rychlost na krátkou vzdálenost, ale velmi rychle se unaví. To zjevně souvisí s velikostí jejich srdce, jehož hmotnost dosahuje jen 3,4 až 6,4 ‰ váhy těla. Pohybují se třemi způsoby: chůzí, klusem a skoky.

### Chování a teritorialita

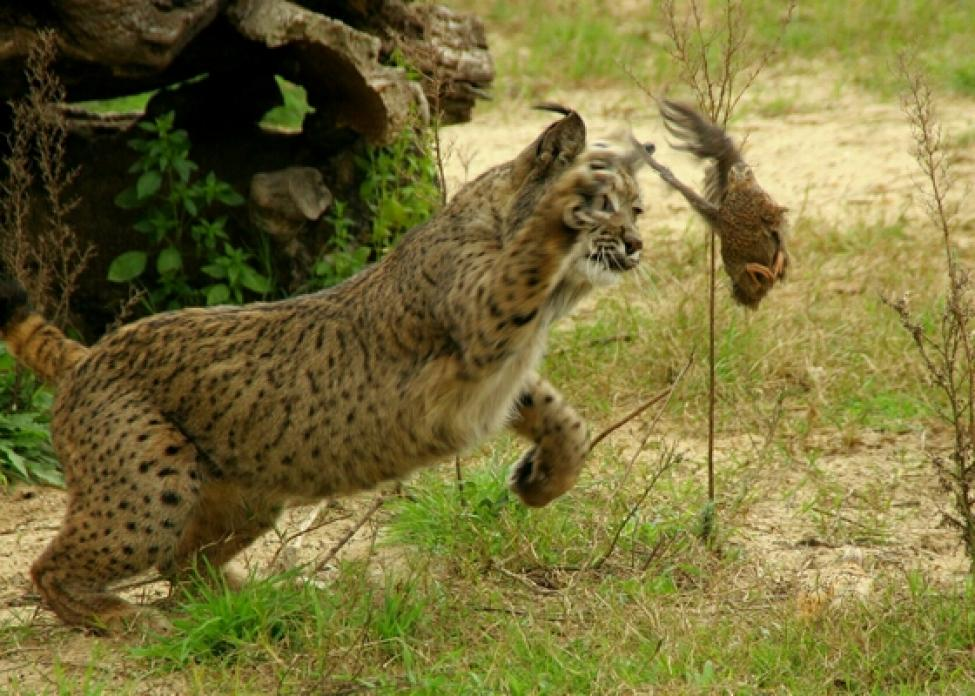
Rys iberský loví ptáka

Rysové jsou teritoriální zvířata. Samci mívají větší území než samice a jejich teritorium v sobě může zahrnovat území několika samic. Mezi jednotlivými domovskými okrsky existují nárazníkové či neutrální zóny, které využívají jedinci, jenž si teprve hledají vlastní teritorium. Velikost území závisí na množství kořisti, biotopu a konkrétním druhu rysa. Někteří samci rysů ostrovidů si mohou nárokovat oblast o rozloze téměř 3000 km², zatímco samice rysů červených dokáží žít i na území menším než 1 km². Samci jsou vůči jedincům stejného pohlaví velmi netolerantní. Značkování území rysové provádějí především močí a drásáním viditelných míst. Značkování je intenzivnější v jádru domovského okrsku než na jeho okrajích.
Rysové jsou samotářské šelmy. Výjimku představují samice s mláďaty. Samci se k samicím přidružují jen v době rozmnožování a v tuto dobu je následují na každém jejich kroku. Spatřit rysy ve volné přírodě je velká vzácnost. V Národním parku Bavorský les došlo k reintrodukci rysů ostrovidů. V roce 1976 tento park o rozloze 13 000 ha navštívilo asi 1,3 milionů lidí a jen 6 až 8 z nich se podařilo tuto šelmu zahlédnout.

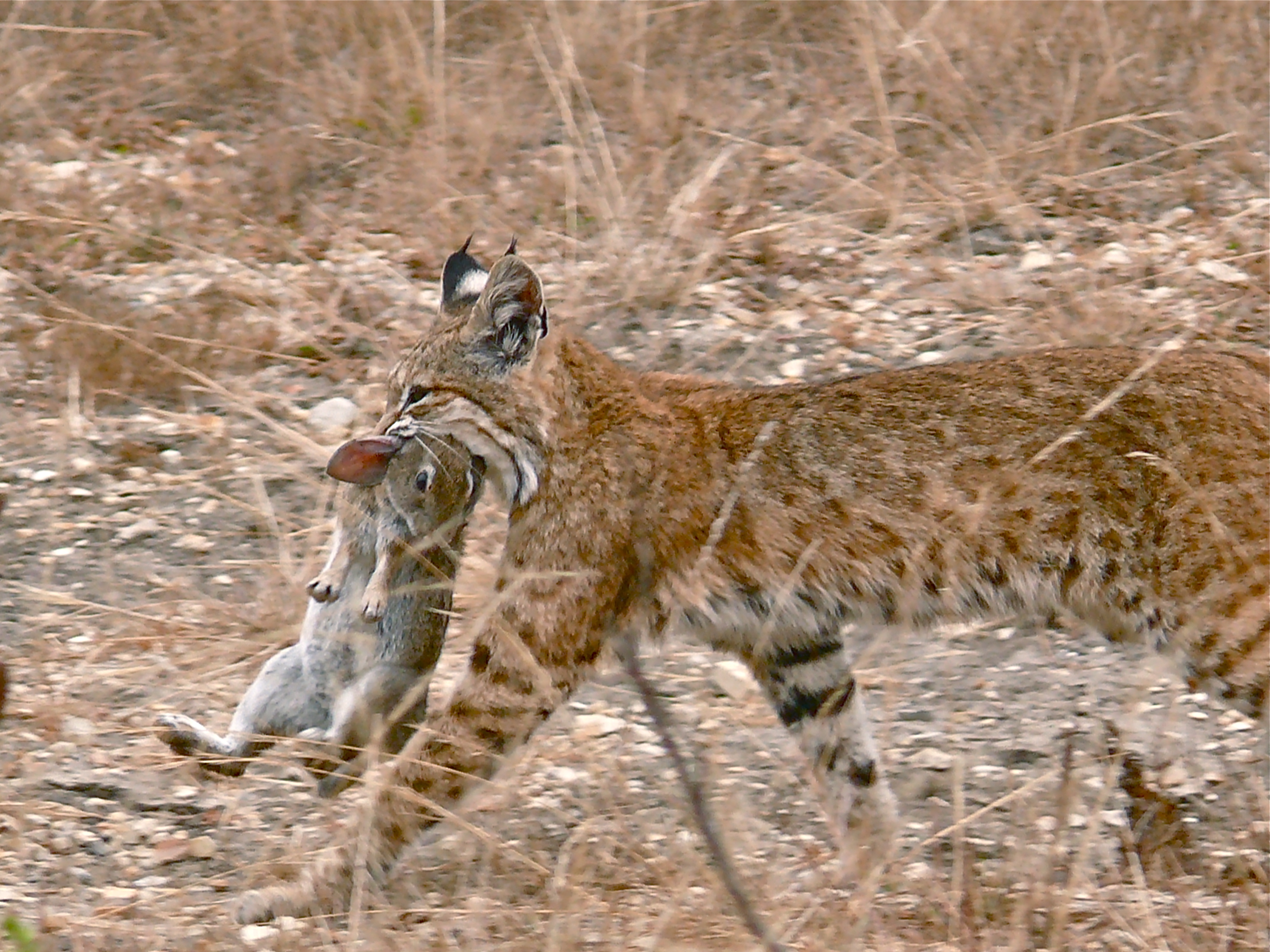
Rys červený neboli bobcat s uloveným králíkem

#### Potrava
Rysové jsou nejaktivnější za svítání a za soumraku. Svou kořist vyhledávají z pozorovatelny, což je většinou nějaké vyvýšené místo, mnohdy spadlý strom. Pak se k ní snaží nepozorovaně přiblížit anebo vyčkávají, až přijde sama. Pokud se zvíře dostane na krátkou vzdálenost, rys prudce vyrazí. Obvyklá délka pronásledování je okolo 20 metrů, lovy delší než 200 metrů nastávají jen v 1–5 % případů. Když oběť dostihnou, zabíjejí většinou stiskem hrdla nebo prokousnutím šíje. Za kořistí cestují často několik kilometrů denně. Obvykle loví jednou za 1 až 7 dní. Lovecká úspěšnost velmi záleží na konkrétním jedinci a na kondici kořisti, ale existují určitá orientační data. Samice rysů ostrovidů, jež odchovávají mladé, dosahují úspěšnosti 60–70 %, samci 40–60 % a čerstvě samostatní mladí jedinci jen 10–20 %.
Konkrétní kořist závisí na druhu. S výjimkou rysa ostrovida dávají ostatní rysové jednoznačně přednost malé kořisti v podobě zajícovců nebo ptáků. Rys ostrovid se zaměřuje na menší kopytníky, především na srnce, soby, kamzíky a jeleny. Nicméně i rys červený a kanadský výjimečně uloví jelence běloocasého nebo soba karibu. Rysové nejsou klasičtí mrchožrouti a vyhýbají se starším, rozkládajícím se mršinám. Četnost útoků rysů na domácí zvířata se velmi liší oblast od oblasti. Byly zaznamenány případy, kdy se rys výrazně specializoval na ovce. Na území, kde došlo k reintrodukci rysů se dočasně zvýšila predace domácích zvířat, ale pak došlo ke stabilizaci. Obecně rysové působí podstatně menší škody než vlci a medvědi. Rysové nenapadají člověka a to ani v případě, když se přiblíží k jejich mláďatům.
Rysové jedí v přikrčené pozici, začínají masitými části kořisti jako jsou stehna a ramena. Nikdy nekonzumují žaludek a střeva. Kůži a chlupy pečlivě odstraňují případně odhrnují či rolují. Ptáky zbavují peří. Svou kořist někdy odtáhnou pod stromy či jinou vegetaci, aby nebyli při jídle rušeni. Rysí útoky na stáda jelení zvěře přispívají k rozptýlení těchto býložravců na velkém prostoru. Tím umožňují mladé vegetaci uniknout spásání.

#### Životní cyklus
Životní cyklus rysů je rozmanitý. Životní etapy rysa kanadského úzce souvisejí s životem zajíce měnivého (Lepus americanus) a jeho populace každých přibližně 10 let silně kolísá. Pozorování rysů ostrovidů ukazují, že samice rodí mláďata v závislosti na konkrétním roku v 43 až 64 % případů.
Obdobím páření je obvykle konec zimy. Po několika dnech námluv a kopulací se samec vrací ke své obvyklé rutinně, zatímco samice začíná s hledáním vhodného doupěte pro budoucí potomstvo. Doba březosti trvá dva měsíce nebo o něco více. Samice se o mláďata stará sama, krmí je, chrání a učí lovit. Potomci svou matku opouštějí většinou krátce před jejím dalším pářením nebo několik týdnů před narozením dalšího vrhu. Výjimečně s ní zůstávají déle. Teritorium si zakládají mnohdy v blízkosti domovského okrsku své matky, ale nejde o pravidlo.
|                                | Rys ostrovid             | Rys kanadský            | Rys iberský                        | Rys červený             |
| ------------------------------ | ------------------------ | ----------------------- | ---------------------------------- | ----------------------- |
| Doba březosti                  | 67 až 74 dnů             | 63 až 70 dnů            | 63 až 73 dnů                       | 50 až 70 dnů            |
| Počet potomků (průměrně)       | 1 až 4 (2)               | 1 až 8 (3,5)            | 1 až 5 (3)                         | 1 až 6 (3)              |
| Hmotnost mláďat při narození   | 245 až 430 gramů         | 175 až 235 gramů        | 200 až 300 gramů                   | 280 až 340 gramů        |
| Věk emancipace                 | 10 až 11 měsíců          | 10 měsíců               | 7 až 10 měsíců                     | 8 až 12 měsíců          |
| Průměrný věk pohlavní zralosti | ♂ : 1004 dnů ♀ : 639 dnů | ♂ : 573 dnů ♀ : 498 dnů | ♂ : 24 a více měsíců ♀ : 24 měsíců | ♂ : 730 dnů ♀ : 365 dnů |
| Maximální věk v přírodě        | 17 let                   | 14,5 let                | 13 let                             | 15 let                  |

Rysové se málokdy stávají oběťmi vztekliny. Z přibližně tisíce kusů odchycených nebo zabitých na Slovensku v desetiletém období bylo jen 0,6 % infikováno virem vztekliny. Navíc se u rysů nerozvíjí agresivní forma této nemoci a sami rysové významně redukují populaci lišek, které bývají častým zdrojem nákazy. Úmrtí v důsledku jakýchkoli nemocí je zaznamenáno u zhruba 1/4 jedinců. Téměř 3/4 úmrtí dospělých rysů má na svědomí člověk, především v důsledku lovu (často pytláctví) či dopravních nehod. Za smrt nedospělých jedinců může především hlad a parazitické nemoci. 80 % rysů ostrovidů nedosáhne věku, kdy se mohou začít rozmnožovat. Kromě člověka mají rysové málo přirozených nepřátel. V závislosti na druhu a biotopu mohou příležitostně padnout za oběť medvědům, vlkům, pumám, rosomákům a výjimečně i jiným šelmám. V přírodě se rysové obvykle dožívají mírně přes 10 a maximálně okolo 17 let, v zajetí to může být i 33 let.

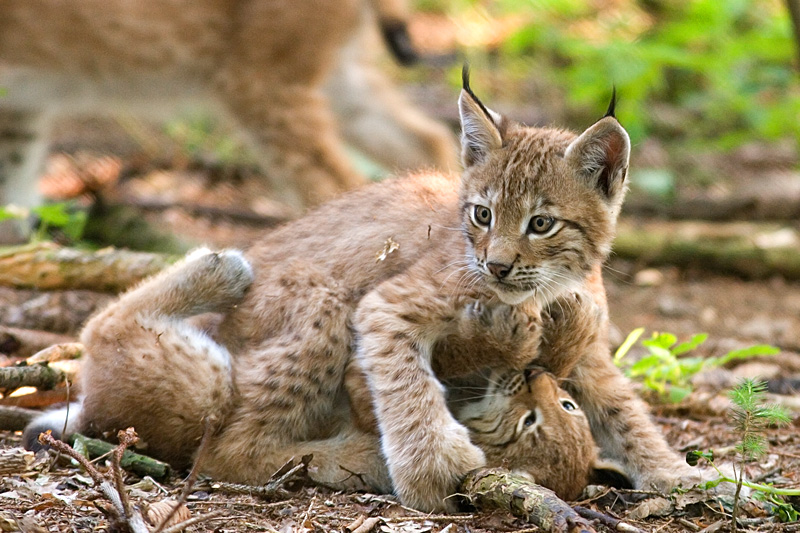
Mláďata rysa ostrovida
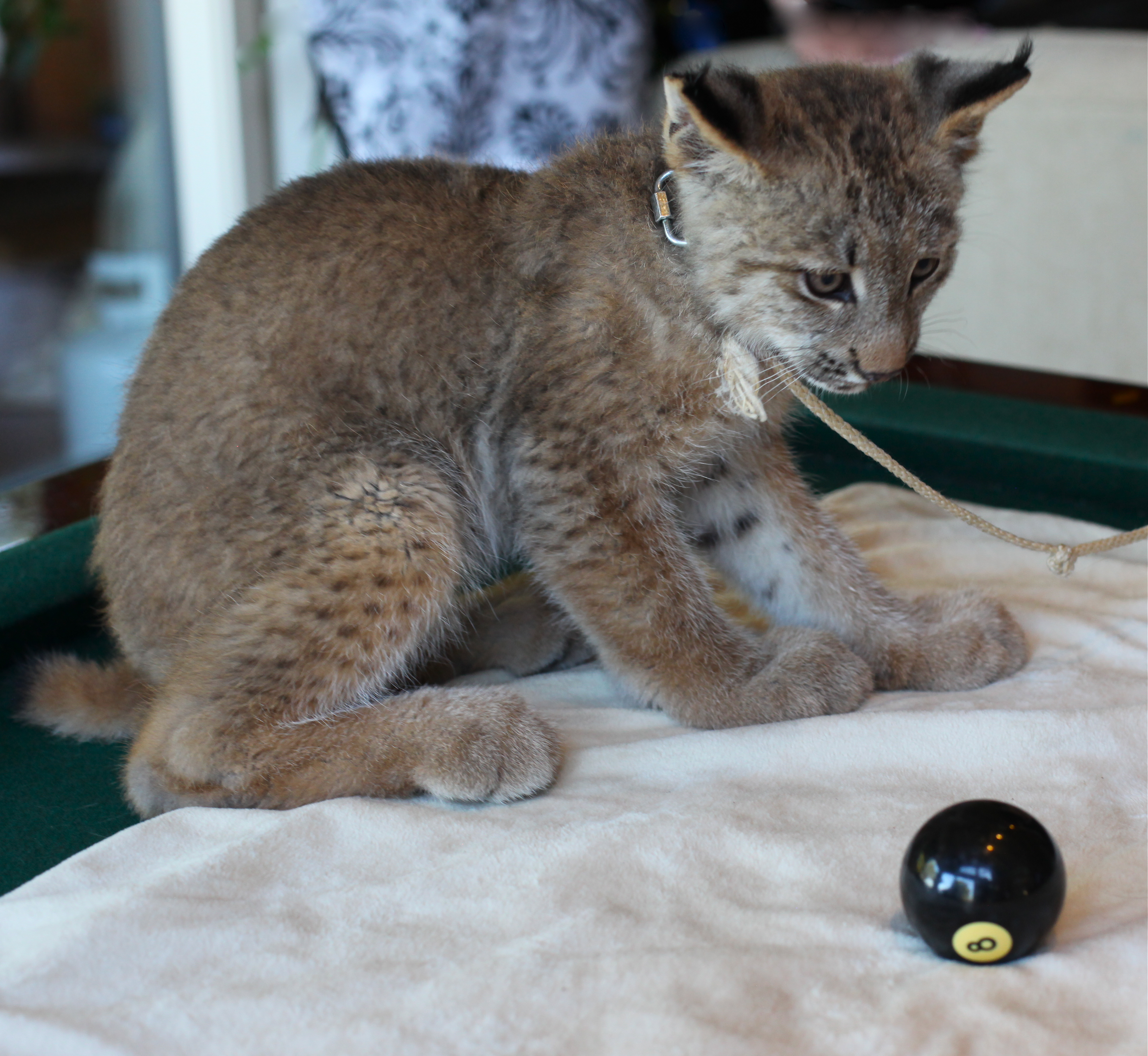
Mládě rysa kanadského
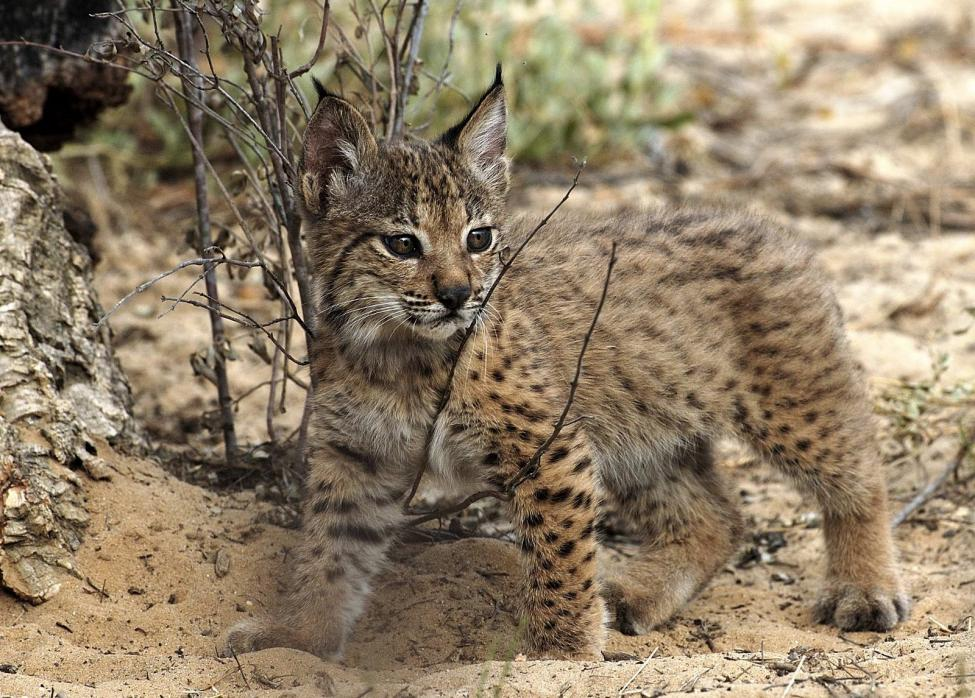
Mládě rysa iberského
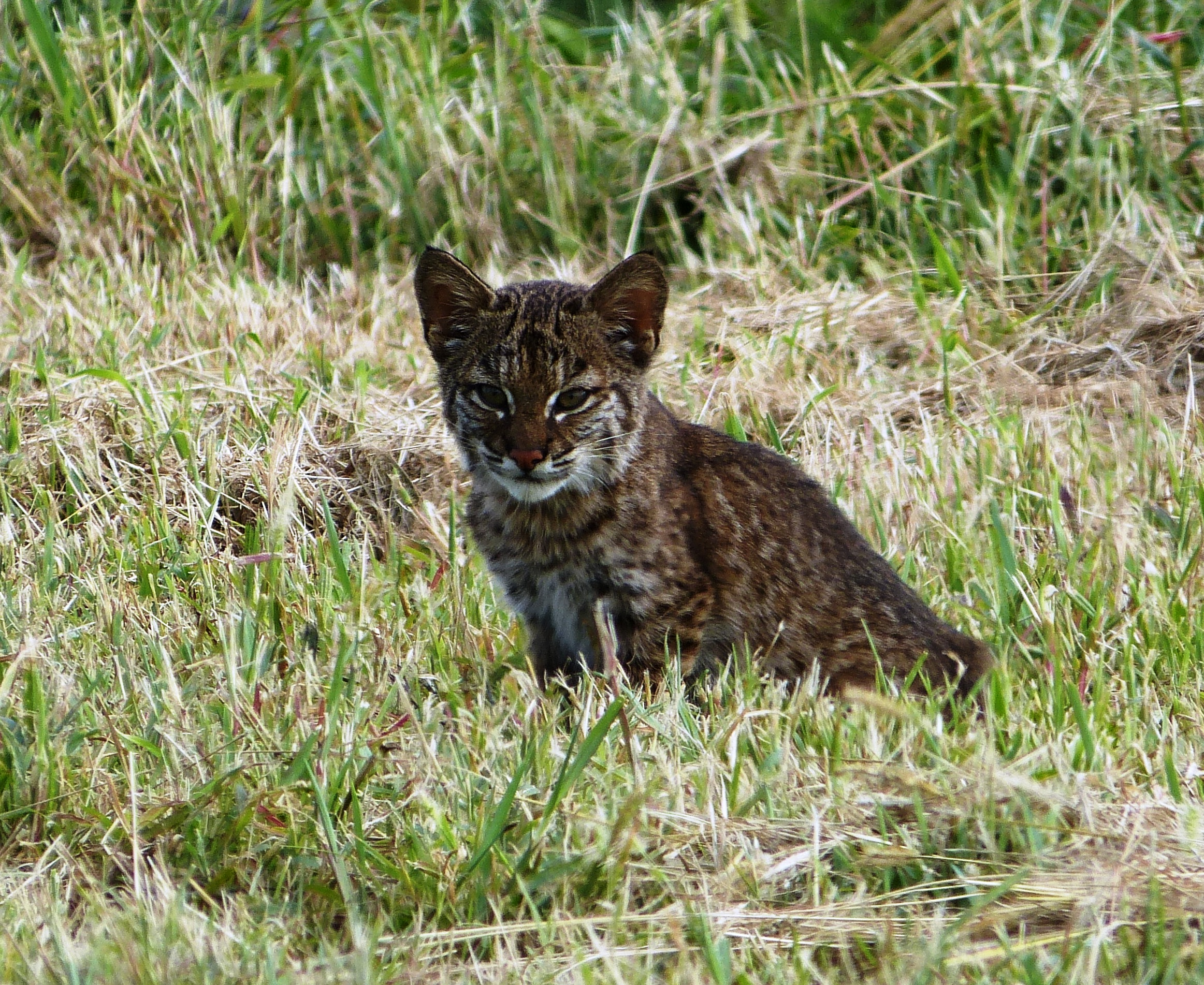
Mládě rysa červeného

## Taxonomie a evoluce
Klasifikace rysů byla předmětem určitých debat a sporů, především zda je řadit jako podrod rodu Felis či jako samostatný rod. Až do 80. let 20. století byly téměř všechny kočky zahrnovány do rodu Felis (výjimkou byl rod Panthera a Acinonyx). Ačkoliv moderní taxonomické studie považují rysy za samostatný rod, v části literatury jsou stále uváděni pod jmény Felis lynx, Felis rufus, Felis canadensis či Felis pardinus.
Množství druhů označovaných jako rysové se během let měnilo. Kromě „klasických“ čtyř druhů, z nichž ale rys kanadský a rys iberský byli určité období považováni za poddruh rysa ostrovida, byli mezi rysy řazeni karakalové (Caracal caracal). Došlo k tomu na základě morfologických znaků, jako byl tvar hlavy, zubů a uší a krátký ocas. Genetické zkoumání ho ale následně vyřadilo. Jistou dobu byl za rysa považován i manul (Otocolobus manul).

### Druhy

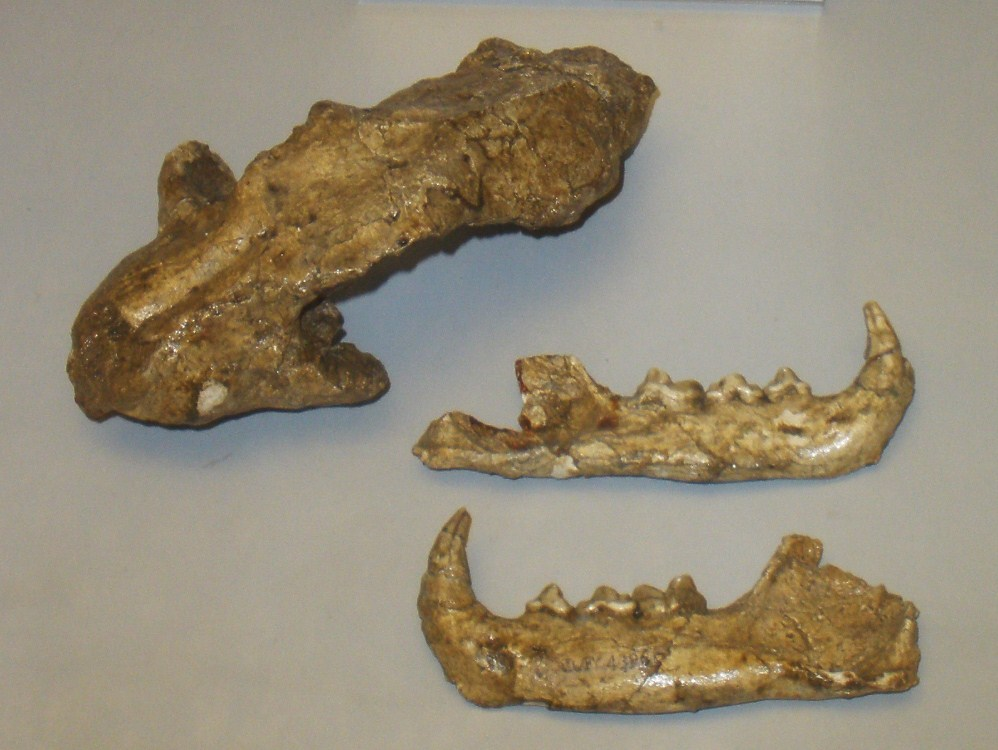
Fosílie části lebky druhu Lynx issiodorensis

Rod Lynx se v současnosti (2017) dělí do čtyř žijících a jednoho vyhynulého druhu. Jsou to:
- rys ostrovid (Lynx lynx)
- rys iberský (Lynx pardinus), často nazývaný rys pardálový
- rys kanadský (Lynx canadensis)
- rys červený (Lynx rufus)
- † Lynx issiodorensis

Následné dělení na poddruhy (subspecie) je stále předmětem debat. Například rys červený se údajně dělí na dalších nejméně dvanáct subspecií rozlišovaných především na základě barvy a morfologických kritérií. Rys kanadský se člení na tři poddruhy, rys ostrovid na pět až osm a rys iberský není již více rozdělován. V případě sporného a již vyhynulého rysa sardinského (Lynx lynx sardiniae), někdy považovaného za poddruh rysa ostrovida, se ve skutečnosti nejspíše jednalo o subspecii kočky divoké (resp. kočky plavé Felis lybica).

### Fylogeneze
Fylogeneze rysů byla dlouho sestavována především z fosilních nálezů, ale od konce 20. století v ní hraje stále větší roli genetika. Na základě poznatků z obou disciplín je možno odvodit, že první zástupci kočkovitých se objevili před více než 16 miliony let, klad vedoucí k rysům derivoval asi před 11 miliony let. Nejpozději před 7 miliony let se předci rysů oddělili od linie rodu Puma. Poslední společný předek všech rysů žil asi před 3,2 miliony let.
Fosilie malých koček jsou poměrně vzácné, ale rysové představují výjimku. Ke společnému předkovi rysů existuje poměrně hojně nálezů. Jedná se o druh Lynx issiodorensis, který žil na velmi rozlehlém území a svou tělesnou stavbou připomínal již klasické rysy, neboť měl krátký ocas a v čelistech 28 zubů. Lišil se nicméně tím, že měl relativně kratší nohy, delší krk a větší hlavu. Vyvinul se nejspíše v jižní Africe, odkud existuje nejstarší asi 4 miliony let starý nález. Z tohoto druhu se následně vyvinuli rysové ostrovid (v Asii), iberský (v Evropě) a červený (v Americe). Původní hypotéza pak předpokládala, že rys kanadský se vyvinul až z rysa ostrovida. Lynx issiodorensis žil původně v Eurafrasii a do Ameriky se dostal přes Beringii nejpozději před 2,5 miliony lety. Zde se z jeho poddruhu Lynx issiodorensis kurteni vyvinul rys červený. Rys kanadský sem přišel až mnohem později.
Fosilie rysů nalezené v jeskyních v Itálii a Monaku a spadající do středního pleistocénu mají určité přechodové charakteristiky mezi rysem ostrovidem a rysem iberským. Nicméně podrobný výzkum zjistil, že rys iberský má blíže k druhu Lynx issiodorensis. Nejpravděpodobnější hypotéza předpokládá, že rysové ze severu, v podstatě tedy rysové ostrovidové postupně vytlačili rysy iberské až na Pyrenejský poloostrov. Rys ostrovid a rys kanadský derivovali ze stejného předka, který žil v Asii a následně migroval do Ameriky, dlouho poté, co zde již žil rys červený.

#### Klasifikace
Klasifikace kočkovitých šelem podle rodů či skupin rodů má osm hlavních linií. Rysové představují pátou z nich. Jejich čtyři druhy se vyvinuly zřejmě v tomto pořadí: rys červený, rys kanadský, rys ostrovid a rys iberský.
|  | Puma, Acinonyx                                                     |
|  |                                                                    |
|  | \| \| Prionailurus, Otocolobus \| \| \| \| \| \| Felis \| \| \| \| |
|  |                                                                    |
|  | Prionailurus, Otocolobus                                           |
|  |                                                                    |
|  | Felis                                                              |
|  |                                                                    |

|  | Prionailurus, Otocolobus |
|  |                          |
|  | Felis                    |
|  |                          |

|  | Puma, Acinonyx                                                     |
|  |                                                                    |
|  | \| \| Prionailurus, Otocolobus \| \| \| \| \| \| Felis \| \| \| \| |
|  |                                                                    |
|  | Prionailurus, Otocolobus                                           |
|  |                                                                    |
|  | Felis                                                              |
|  |                                                                    |

|  | Prionailurus, Otocolobus |
|  |                          |
|  | Felis                    |
|  |                          |

|  | Puma, Acinonyx                                                     |
|  |                                                                    |
|  | \| \| Prionailurus, Otocolobus \| \| \| \| \| \| Felis \| \| \| \| |
|  |                                                                    |
|  | Prionailurus, Otocolobus                                           |
|  |                                                                    |
|  | Felis                                                              |
|  |                                                                    |

|  | Prionailurus, Otocolobus |
|  |                          |
|  | Felis                    |
|  |                          |

|  | Puma, Acinonyx                                                     |
|  |                                                                    |
|  | \| \| Prionailurus, Otocolobus \| \| \| \| \| \| Felis \| \| \| \| |
|  |                                                                    |
|  | Prionailurus, Otocolobus                                           |
|  |                                                                    |
|  | Felis                                                              |
|  |                                                                    |

|  | Prionailurus, Otocolobus |
|  |                          |
|  | Felis                    |
|  |                          |

|  | Puma, Acinonyx                                                     |
|  |                                                                    |
|  | \| \| Prionailurus, Otocolobus \| \| \| \| \| \| Felis \| \| \| \| |
|  |                                                                    |
|  | Prionailurus, Otocolobus                                           |
|  |                                                                    |
|  | Felis                                                              |
|  |                                                                    |

|  | Prionailurus, Otocolobus |
|  |                          |
|  | Felis                    |
|  |                          |

|  | Puma, Acinonyx                                                     |
|  |                                                                    |
|  | \| \| Prionailurus, Otocolobus \| \| \| \| \| \| Felis \| \| \| \| |
|  |                                                                    |
|  | Prionailurus, Otocolobus                                           |
|  |                                                                    |
|  | Felis                                                              |
|  |                                                                    |

|  | Prionailurus, Otocolobus |
|  |                          |
|  | Felis                    |
|  |                          |

|  | Puma, Acinonyx                                                     |
|  |                                                                    |
|  | \| \| Prionailurus, Otocolobus \| \| \| \| \| \| Felis \| \| \| \| |
|  |                                                                    |
|  | Prionailurus, Otocolobus                                           |
|  |                                                                    |
|  | Felis                                                              |
|  |                                                                    |

|  | Prionailurus, Otocolobus |
|  |                          |
|  | Felis                    |
|  |                          |

|  | Puma, Acinonyx                                                     |
|  |                                                                    |
|  | \| \| Prionailurus, Otocolobus \| \| \| \| \| \| Felis \| \| \| \| |
|  |                                                                    |
|  | Prionailurus, Otocolobus                                           |
|  |                                                                    |
|  | Felis                                                              |
|  |                                                                    |

|  | Prionailurus, Otocolobus |
|  |                          |
|  | Felis                    |
|  |                          |

|  | Puma, Acinonyx                                                     |
|  |                                                                    |
|  | \| \| Prionailurus, Otocolobus \| \| \| \| \| \| Felis \| \| \| \| |
|  |                                                                    |
|  | Prionailurus, Otocolobus                                           |
|  |                                                                    |
|  | Felis                                                              |
|  |                                                                    |

|  | Prionailurus, Otocolobus |
|  |                          |
|  | Felis                    |
|  |                          |

|  | Puma, Acinonyx                                                     |
|  |                                                                    |
|  | \| \| Prionailurus, Otocolobus \| \| \| \| \| \| Felis \| \| \| \| |
|  |                                                                    |
|  | Prionailurus, Otocolobus                                           |
|  |                                                                    |
|  | Felis                                                              |
|  |                                                                    |

|  | Prionailurus, Otocolobus |
|  |                          |
|  | Felis                    |
|  |                          |

|  | Puma, Acinonyx                                                     |
|  |                                                                    |
|  | \| \| Prionailurus, Otocolobus \| \| \| \| \| \| Felis \| \| \| \| |
|  |                                                                    |
|  | Prionailurus, Otocolobus                                           |
|  |                                                                    |
|  | Felis                                                              |
|  |                                                                    |

|  | Prionailurus, Otocolobus |
|  |                          |
|  | Felis                    |
|  |                          |

|  | Puma, Acinonyx                                                     |
|  |                                                                    |
|  | \| \| Prionailurus, Otocolobus \| \| \| \| \| \| Felis \| \| \| \| |
|  |                                                                    |
|  | Prionailurus, Otocolobus                                           |
|  |                                                                    |
|  | Felis                                                              |
|  |                                                                    |

|  | Prionailurus, Otocolobus |
|  |                          |
|  | Felis                    |
|  |                          |

|  | Puma, Acinonyx                                                     |
|  |                                                                    |
|  | \| \| Prionailurus, Otocolobus \| \| \| \| \| \| Felis \| \| \| \| |
|  |                                                                    |
|  | Prionailurus, Otocolobus                                           |
|  |                                                                    |
|  | Felis                                                              |
|  |                                                                    |

|  | Prionailurus, Otocolobus |
|  |                          |
|  | Felis                    |
|  |                          |

|  | Puma, Acinonyx                                                     |
|  |                                                                    |
|  | \| \| Prionailurus, Otocolobus \| \| \| \| \| \| Felis \| \| \| \| |
|  |                                                                    |
|  | Prionailurus, Otocolobus                                           |
|  |                                                                    |
|  | Felis                                                              |
|  |                                                                    |

|  | Prionailurus, Otocolobus |
|  |                          |
|  | Felis                    |
|  |                          |

|  | Puma, Acinonyx                                                     |
|  |                                                                    |
|  | \| \| Prionailurus, Otocolobus \| \| \| \| \| \| Felis \| \| \| \| |
|  |                                                                    |
|  | Prionailurus, Otocolobus                                           |
|  |                                                                    |
|  | Felis                                                              |
|  |                                                                    |

|  | Prionailurus, Otocolobus |
|  |                          |
|  | Felis                    |
|  |                          |

|  | Puma, Acinonyx                                                     |
|  |                                                                    |
|  | \| \| Prionailurus, Otocolobus \| \| \| \| \| \| Felis \| \| \| \| |
|  |                                                                    |
|  | Prionailurus, Otocolobus                                           |
|  |                                                                    |
|  | Felis                                                              |
|  |                                                                    |

|  | Prionailurus, Otocolobus |
|  |                          |
|  | Felis                    |
|  |                          |

|  | Puma, Acinonyx                                                     |
|  |                                                                    |
|  | \| \| Prionailurus, Otocolobus \| \| \| \| \| \| Felis \| \| \| \| |
|  |                                                                    |
|  | Prionailurus, Otocolobus                                           |
|  |                                                                    |
|  | Felis                                                              |
|  |                                                                    |

|  | Prionailurus, Otocolobus |
|  |                          |
|  | Felis                    |
|  |                          |

|  | Puma, Acinonyx                                                     |
|  |                                                                    |
|  | \| \| Prionailurus, Otocolobus \| \| \| \| \| \| Felis \| \| \| \| |
|  |                                                                    |
|  | Prionailurus, Otocolobus                                           |
|  |                                                                    |
|  | Felis                                                              |
|  |                                                                    |

|  | Prionailurus, Otocolobus |
|  |                          |
|  | Felis                    |
|  |                          |

|  | Puma, Acinonyx                                                     |
|  |                                                                    |
|  | \| \| Prionailurus, Otocolobus \| \| \| \| \| \| Felis \| \| \| \| |
|  |                                                                    |
|  | Prionailurus, Otocolobus                                           |
|  |                                                                    |
|  | Felis                                                              |
|  |                                                                    |

|  | Prionailurus, Otocolobus |
|  |                          |
|  | Felis                    |
|  |                          |

|  | Puma, Acinonyx                                                     |
|  |                                                                    |
|  | \| \| Prionailurus, Otocolobus \| \| \| \| \| \| Felis \| \| \| \| |
|  |                                                                    |
|  | Prionailurus, Otocolobus                                           |
|  |                                                                    |
|  | Felis                                                              |
|  |                                                                    |

|  | Prionailurus, Otocolobus |
|  |                          |
|  | Felis                    |
|  |                          |

|  | Puma, Acinonyx                                                     |
|  |                                                                    |
|  | \| \| Prionailurus, Otocolobus \| \| \| \| \| \| Felis \| \| \| \| |
|  |                                                                    |
|  | Prionailurus, Otocolobus                                           |
|  |                                                                    |
|  | Felis                                                              |
|  |                                                                    |

|  | Prionailurus, Otocolobus |
|  |                          |
|  | Felis                    |
|  |                          |

|  | Puma, Acinonyx                                                     |
|  |                                                                    |
|  | \| \| Prionailurus, Otocolobus \| \| \| \| \| \| Felis \| \| \| \| |
|  |                                                                    |
|  | Prionailurus, Otocolobus                                           |
|  |                                                                    |
|  | Felis                                                              |
|  |                                                                    |

|  | Prionailurus, Otocolobus |
|  |                          |
|  | Felis                    |
|  |                          |

|  | Puma, Acinonyx                                                     |
|  |                                                                    |
|  | \| \| Prionailurus, Otocolobus \| \| \| \| \| \| Felis \| \| \| \| |
|  |                                                                    |
|  | Prionailurus, Otocolobus                                           |
|  |                                                                    |
|  | Felis                                                              |
|  |                                                                    |

|  | Prionailurus, Otocolobus |
|  |                          |
|  | Felis                    |
|  |                          |

|  | Puma, Acinonyx                                                     |
|  |                                                                    |
|  | \| \| Prionailurus, Otocolobus \| \| \| \| \| \| Felis \| \| \| \| |
|  |                                                                    |
|  | Prionailurus, Otocolobus                                           |
|  |                                                                    |
|  | Felis                                                              |
|  |                                                                    |

|  | Prionailurus, Otocolobus |
|  |                          |
|  | Felis                    |
|  |                          |

|  | Puma, Acinonyx                                                     |
|  |                                                                    |
|  | \| \| Prionailurus, Otocolobus \| \| \| \| \| \| Felis \| \| \| \| |
|  |                                                                    |
|  | Prionailurus, Otocolobus                                           |
|  |                                                                    |
|  | Felis                                                              |
|  |                                                                    |

|  | Prionailurus, Otocolobus |
|  |                          |
|  | Felis                    |
|  |                          |

|  | Puma, Acinonyx                                                     |
|  |                                                                    |
|  | \| \| Prionailurus, Otocolobus \| \| \| \| \| \| Felis \| \| \| \| |
|  |                                                                    |
|  | Prionailurus, Otocolobus                                           |
|  |                                                                    |
|  | Felis                                                              |
|  |                                                                    |

|  | Prionailurus, Otocolobus |
|  |                          |
|  | Felis                    |
|  |                          |

|  | Puma, Acinonyx                                                     |
|  |                                                                    |
|  | \| \| Prionailurus, Otocolobus \| \| \| \| \| \| Felis \| \| \| \| |
|  |                                                                    |
|  | Prionailurus, Otocolobus                                           |
|  |                                                                    |
|  | Felis                                                              |
|  |                                                                    |

|  | Prionailurus, Otocolobus |
|  |                          |
|  | Felis                    |
|  |                          |

|  | Puma, Acinonyx                                                     |
|  |                                                                    |
|  | \| \| Prionailurus, Otocolobus \| \| \| \| \| \| Felis \| \| \| \| |
|  |                                                                    |
|  | Prionailurus, Otocolobus                                           |
|  |                                                                    |
|  | Felis                                                              |
|  |                                                                    |

|  | Prionailurus, Otocolobus |
|  |                          |
|  | Felis                    |
|  |                          |

|  | Puma, Acinonyx                                                     |
|  |                                                                    |
|  | \| \| Prionailurus, Otocolobus \| \| \| \| \| \| Felis \| \| \| \| |
|  |                                                                    |
|  | Prionailurus, Otocolobus                                           |
|  |                                                                    |
|  | Felis                                                              |
|  |                                                                    |

|  | Prionailurus, Otocolobus |
|  |                          |
|  | Felis                    |
|  |                          |

|  | Puma, Acinonyx                                                     |
|  |                                                                    |
|  | \| \| Prionailurus, Otocolobus \| \| \| \| \| \| Felis \| \| \| \| |
|  |                                                                    |
|  | Prionailurus, Otocolobus                                           |
|  |                                                                    |
|  | Felis                                                              |
|  |                                                                    |

|  | Prionailurus, Otocolobus |
|  |                          |
|  | Felis                    |
|  |                          |

|  | Puma, Acinonyx                                                     |
|  |                                                                    |
|  | \| \| Prionailurus, Otocolobus \| \| \| \| \| \| Felis \| \| \| \| |
|  |                                                                    |
|  | Prionailurus, Otocolobus                                           |
|  |                                                                    |
|  | Felis                                                              |
|  |                                                                    |

|  | Prionailurus, Otocolobus |
|  |                          |
|  | Felis                    |
|  |                          |

|  | Puma, Acinonyx                                                     |
|  |                                                                    |
|  | \| \| Prionailurus, Otocolobus \| \| \| \| \| \| Felis \| \| \| \| |
|  |                                                                    |
|  | Prionailurus, Otocolobus                                           |
|  |                                                                    |
|  | Felis                                                              |
|  |                                                                    |

|  | Prionailurus, Otocolobus |
|  |                          |
|  | Felis                    |
|  |                          |

|  | Puma, Acinonyx                                                     |
|  |                                                                    |
|  | \| \| Prionailurus, Otocolobus \| \| \| \| \| \| Felis \| \| \| \| |
|  |                                                                    |
|  | Prionailurus, Otocolobus                                           |
|  |                                                                    |
|  | Felis                                                              |
|  |                                                                    |

|  | Prionailurus, Otocolobus |
|  |                          |
|  | Felis                    |
|  |                          |

|  | Puma, Acinonyx                                                     |
|  |                                                                    |
|  | \| \| Prionailurus, Otocolobus \| \| \| \| \| \| Felis \| \| \| \| |
|  |                                                                    |
|  | Prionailurus, Otocolobus                                           |
|  |                                                                    |
|  | Felis                                                              |
|  |                                                                    |

|  | Prionailurus, Otocolobus |
|  |                          |
|  | Felis                    |
|  |                          |

|  | Puma, Acinonyx                                                     |
|  |                                                                    |
|  | \| \| Prionailurus, Otocolobus \| \| \| \| \| \| Felis \| \| \| \| |
|  |                                                                    |
|  | Prionailurus, Otocolobus                                           |
|  |                                                                    |
|  | Felis                                                              |
|  |                                                                    |

|  | Prionailurus, Otocolobus |
|  |                          |
|  | Felis                    |
|  |                          |

|  | Puma, Acinonyx                                                     |
|  |                                                                    |
|  | \| \| Prionailurus, Otocolobus \| \| \| \| \| \| Felis \| \| \| \| |
|  |                                                                    |
|  | Prionailurus, Otocolobus                                           |
|  |                                                                    |
|  | Felis                                                              |
|  |                                                                    |

|  | Prionailurus, Otocolobus |
|  |                          |
|  | Felis                    |
|  |                          |

|  | Puma, Acinonyx                                                     |
|  |                                                                    |
|  | \| \| Prionailurus, Otocolobus \| \| \| \| \| \| Felis \| \| \| \| |
|  |                                                                    |
|  | Prionailurus, Otocolobus                                           |
|  |                                                                    |
|  | Felis                                                              |
|  |                                                                    |

|  | Prionailurus, Otocolobus |
|  |                          |
|  | Felis                    |
|  |                          |

|  | Puma, Acinonyx                                                     |
|  |                                                                    |
|  | \| \| Prionailurus, Otocolobus \| \| \| \| \| \| Felis \| \| \| \| |
|  |                                                                    |
|  | Prionailurus, Otocolobus                                           |
|  |                                                                    |
|  | Felis                                                              |
|  |                                                                    |

|  | Prionailurus, Otocolobus |
|  |                          |
|  | Felis                    |
|  |                          |

|  | Puma, Acinonyx                                                     |
|  |                                                                    |
|  | \| \| Prionailurus, Otocolobus \| \| \| \| \| \| Felis \| \| \| \| |
|  |                                                                    |
|  | Prionailurus, Otocolobus                                           |
|  |                                                                    |
|  | Felis                                                              |
|  |                                                                    |

|  | Prionailurus, Otocolobus |
|  |                          |
|  | Felis                    |
|  |                          |

|  | Puma, Acinonyx                                                     |
|  |                                                                    |
|  | \| \| Prionailurus, Otocolobus \| \| \| \| \| \| Felis \| \| \| \| |
|  |                                                                    |
|  | Prionailurus, Otocolobus                                           |
|  |                                                                    |
|  | Felis                                                              |
|  |                                                                    |

|  | Prionailurus, Otocolobus |
|  |                          |
|  | Felis                    |
|  |                          |

|  | Puma, Acinonyx                                                     |
|  |                                                                    |
|  | \| \| Prionailurus, Otocolobus \| \| \| \| \| \| Felis \| \| \| \| |
|  |                                                                    |
|  | Prionailurus, Otocolobus                                           |
|  |                                                                    |
|  | Felis                                                              |
|  |                                                                    |

|  | Prionailurus, Otocolobus |
|  |                          |
|  | Felis                    |
|  |                          |

|  | Puma, Acinonyx                                                     |
|  |                                                                    |
|  | \| \| Prionailurus, Otocolobus \| \| \| \| \| \| Felis \| \| \| \| |
|  |                                                                    |
|  | Prionailurus, Otocolobus                                           |
|  |                                                                    |
|  | Felis                                                              |
|  |                                                                    |

|  | Prionailurus, Otocolobus |
|  |                          |
|  | Felis                    |
|  |                          |

|  | Puma, Acinonyx                                                     |
|  |                                                                    |
|  | \| \| Prionailurus, Otocolobus \| \| \| \| \| \| Felis \| \| \| \| |
|  |                                                                    |
|  | Prionailurus, Otocolobus                                           |
|  |                                                                    |
|  | Felis                                                              |
|  |                                                                    |

|  | Prionailurus, Otocolobus |
|  |                          |
|  | Felis                    |
|  |                          |

|  | Puma, Acinonyx                                                     |
|  |                                                                    |
|  | \| \| Prionailurus, Otocolobus \| \| \| \| \| \| Felis \| \| \| \| |
|  |                                                                    |
|  | Prionailurus, Otocolobus                                           |
|  |                                                                    |
|  | Felis                                                              |
|  |                                                                    |

|  | Prionailurus, Otocolobus |
|  |                          |
|  | Felis                    |
|  |                          |

|  | Puma, Acinonyx                                                     |
|  |                                                                    |
|  | \| \| Prionailurus, Otocolobus \| \| \| \| \| \| Felis \| \| \| \| |
|  |                                                                    |
|  | Prionailurus, Otocolobus                                           |
|  |                                                                    |
|  | Felis                                                              |
|  |                                                                    |

|  | Prionailurus, Otocolobus |
|  |                          |
|  | Felis                    |
|  |                          |

|  | Puma, Acinonyx                                                     |
|  |                                                                    |
|  | \| \| Prionailurus, Otocolobus \| \| \| \| \| \| Felis \| \| \| \| |
|  |                                                                    |
|  | Prionailurus, Otocolobus                                           |
|  |                                                                    |
|  | Felis                                                              |
|  |                                                                    |

|  | Prionailurus, Otocolobus |
|  |                          |
|  | Felis                    |
|  |                          |

|  | Puma, Acinonyx                                                     |
|  |                                                                    |
|  | \| \| Prionailurus, Otocolobus \| \| \| \| \| \| Felis \| \| \| \| |
|  |                                                                    |
|  | Prionailurus, Otocolobus                                           |
|  |                                                                    |
|  | Felis                                                              |
|  |                                                                    |

|  | Prionailurus, Otocolobus |
|  |                          |
|  | Felis                    |
|  |                          |

|  | Puma, Acinonyx                                                     |
|  |                                                                    |
|  | \| \| Prionailurus, Otocolobus \| \| \| \| \| \| Felis \| \| \| \| |
|  |                                                                    |
|  | Prionailurus, Otocolobus                                           |
|  |                                                                    |
|  | Felis                                                              |
|  |                                                                    |

|  | Prionailurus, Otocolobus |
|  |                          |
|  | Felis                    |
|  |                          |

|  | Puma, Acinonyx                                                     |
|  |                                                                    |
|  | \| \| Prionailurus, Otocolobus \| \| \| \| \| \| Felis \| \| \| \| |
|  |                                                                    |
|  | Prionailurus, Otocolobus                                           |
|  |                                                                    |
|  | Felis                                                              |
|  |                                                                    |

|  | Prionailurus, Otocolobus |
|  |                          |
|  | Felis                    |
|  |                          |

|  | Puma, Acinonyx                                                     |
|  |                                                                    |
|  | \| \| Prionailurus, Otocolobus \| \| \| \| \| \| Felis \| \| \| \| |
|  |                                                                    |
|  | Prionailurus, Otocolobus                                           |
|  |                                                                    |
|  | Felis                                                              |
|  |                                                                    |

|  | Prionailurus, Otocolobus |
|  |                          |
|  | Felis                    |
|  |                          |

|  | Puma, Acinonyx                                                     |
|  |                                                                    |
|  | \| \| Prionailurus, Otocolobus \| \| \| \| \| \| Felis \| \| \| \| |
|  |                                                                    |
|  | Prionailurus, Otocolobus                                           |
|  |                                                                    |
|  | Felis                                                              |
|  |                                                                    |

|  | Prionailurus, Otocolobus |
|  |                          |
|  | Felis                    |
|  |                          |

|  | Puma, Acinonyx                                                     |
|  |                                                                    |
|  | \| \| Prionailurus, Otocolobus \| \| \| \| \| \| Felis \| \| \| \| |
|  |                                                                    |
|  | Prionailurus, Otocolobus                                           |
|  |                                                                    |
|  | Felis                                                              |
|  |                                                                    |

|  | Prionailurus, Otocolobus |
|  |                          |
|  | Felis                    |
|  |                          |

|  | Puma, Acinonyx                                                     |
|  |                                                                    |
|  | \| \| Prionailurus, Otocolobus \| \| \| \| \| \| Felis \| \| \| \| |
|  |                                                                    |
|  | Prionailurus, Otocolobus                                           |
|  |                                                                    |
|  | Felis                                                              |
|  |                                                                    |

|  | Prionailurus, Otocolobus |
|  |                          |
|  | Felis                    |
|  |                          |

|  | Puma, Acinonyx                                                     |
|  |                                                                    |
|  | \| \| Prionailurus, Otocolobus \| \| \| \| \| \| Felis \| \| \| \| |
|  |                                                                    |
|  | Prionailurus, Otocolobus                                           |
|  |                                                                    |
|  | Felis                                                              |
|  |                                                                    |

|  | Prionailurus, Otocolobus |
|  |                          |
|  | Felis                    |
|  |                          |

|  | Puma, Acinonyx                                                     |
|  |                                                                    |
|  | \| \| Prionailurus, Otocolobus \| \| \| \| \| \| Felis \| \| \| \| |
|  |                                                                    |
|  | Prionailurus, Otocolobus                                           |
|  |                                                                    |
|  | Felis                                                              |
|  |                                                                    |

|  | Prionailurus, Otocolobus |
|  |                          |
|  | Felis                    |
|  |                          |

|  | Puma, Acinonyx                                                     |
|  |                                                                    |
|  | \| \| Prionailurus, Otocolobus \| \| \| \| \| \| Felis \| \| \| \| |
|  |                                                                    |
|  | Prionailurus, Otocolobus                                           |
|  |                                                                    |
|  | Felis                                                              |
|  |                                                                    |

|  | Prionailurus, Otocolobus |
|  |                          |
|  | Felis                    |
|  |                          |

|  | Puma, Acinonyx                                                     |
|  |                                                                    |
|  | \| \| Prionailurus, Otocolobus \| \| \| \| \| \| Felis \| \| \| \| |
|  |                                                                    |
|  | Prionailurus, Otocolobus                                           |
|  |                                                                    |
|  | Felis                                                              |
|  |                                                                    |

|  | Prionailurus, Otocolobus |
|  |                          |
|  | Felis                    |
|  |                          |

|  | Puma, Acinonyx                                                     |
|  |                                                                    |
|  | \| \| Prionailurus, Otocolobus \| \| \| \| \| \| Felis \| \| \| \| |
|  |                                                                    |
|  | Prionailurus, Otocolobus                                           |
|  |                                                                    |
|  | Felis                                                              |
|  |                                                                    |

|  | Prionailurus, Otocolobus |
|  |                          |
|  | Felis                    |
|  |                          |

|  | Puma, Acinonyx                                                     |
|  |                                                                    |
|  | \| \| Prionailurus, Otocolobus \| \| \| \| \| \| Felis \| \| \| \| |
|  |                                                                    |
|  | Prionailurus, Otocolobus                                           |
|  |                                                                    |
|  | Felis                                                              |
|  |                                                                    |

|  | Prionailurus, Otocolobus |
|  |                          |
|  | Felis                    |
|  |                          |

|  | Puma, Acinonyx                                                     |
|  |                                                                    |
|  | \| \| Prionailurus, Otocolobus \| \| \| \| \| \| Felis \| \| \| \| |
|  |                                                                    |
|  | Prionailurus, Otocolobus                                           |
|  |                                                                    |
|  | Felis                                                              |
|  |                                                                    |

|  | Prionailurus, Otocolobus |
|  |                          |
|  | Felis                    |
|  |                          |

|  | Puma, Acinonyx                                                     |
|  |                                                                    |
|  | \| \| Prionailurus, Otocolobus \| \| \| \| \| \| Felis \| \| \| \| |
|  |                                                                    |
|  | Prionailurus, Otocolobus                                           |
|  |                                                                    |
|  | Felis                                                              |
|  |                                                                    |

|  | Prionailurus, Otocolobus |
|  |                          |
|  | Felis                    |
|  |                          |

|  | Puma, Acinonyx                                                     |
|  |                                                                    |
|  | \| \| Prionailurus, Otocolobus \| \| \| \| \| \| Felis \| \| \| \| |
|  |                                                                    |
|  | Prionailurus, Otocolobus                                           |
|  |                                                                    |
|  | Felis                                                              |
|  |                                                                    |

|  | Prionailurus, Otocolobus |
|  |                          |
|  | Felis                    |
|  |                          |

|  | Puma, Acinonyx                                                     |
|  |                                                                    |
|  | \| \| Prionailurus, Otocolobus \| \| \| \| \| \| Felis \| \| \| \| |
|  |                                                                    |
|  | Prionailurus, Otocolobus                                           |
|  |                                                                    |
|  | Felis                                                              |
|  |                                                                    |

|  | Prionailurus, Otocolobus |
|  |                          |
|  | Felis                    |
|  |                          |

|  | Puma, Acinonyx                                                     |
|  |                                                                    |
|  | \| \| Prionailurus, Otocolobus \| \| \| \| \| \| Felis \| \| \| \| |
|  |                                                                    |
|  | Prionailurus, Otocolobus                                           |
|  |                                                                    |
|  | Felis                                                              |
|  |                                                                    |

|  | Prionailurus, Otocolobus |
|  |                          |
|  | Felis                    |
|  |                          |

|  | Lynx canadensis - rys kanadský                                                           |
|  |                                                                                          |
|  | \| \| Lynx lynx - rys ostrovid \| \| \| \| \| \| Lynx pardinus - rys iberský \| \| \| \| |
|  |                                                                                          |
|  | Lynx lynx - rys ostrovid                                                                 |
|  |                                                                                          |
|  | Lynx pardinus - rys iberský                                                              |
|  |                                                                                          |

|  | Lynx lynx - rys ostrovid    |
|  |                             |
|  | Lynx pardinus - rys iberský |
|  |                             |

|  | Lynx canadensis - rys kanadský                                                           |
|  |                                                                                          |
|  | \| \| Lynx lynx - rys ostrovid \| \| \| \| \| \| Lynx pardinus - rys iberský \| \| \| \| |
|  |                                                                                          |
|  | Lynx lynx - rys ostrovid                                                                 |
|  |                                                                                          |
|  | Lynx pardinus - rys iberský                                                              |
|  |                                                                                          |

|  | Lynx lynx - rys ostrovid    |
|  |                             |
|  | Lynx pardinus - rys iberský |
|  |                             |

|  | Lynx canadensis - rys kanadský                                                           |
|  |                                                                                          |
|  | \| \| Lynx lynx - rys ostrovid \| \| \| \| \| \| Lynx pardinus - rys iberský \| \| \| \| |
|  |                                                                                          |
|  | Lynx lynx - rys ostrovid                                                                 |
|  |                                                                                          |
|  | Lynx pardinus - rys iberský                                                              |
|  |                                                                                          |

|  | Lynx lynx - rys ostrovid    |
|  |                             |
|  | Lynx pardinus - rys iberský |
|  |                             |

|  | Lynx canadensis - rys kanadský                                                           |
|  |                                                                                          |
|  | \| \| Lynx lynx - rys ostrovid \| \| \| \| \| \| Lynx pardinus - rys iberský \| \| \| \| |
|  |                                                                                          |
|  | Lynx lynx - rys ostrovid                                                                 |
|  |                                                                                          |
|  | Lynx pardinus - rys iberský                                                              |
|  |                                                                                          |

|  | Lynx lynx - rys ostrovid    |
|  |                             |
|  | Lynx pardinus - rys iberský |
|  |                             |

## Hybridizace
V přírodě bylo zaznamenáno křížení mezi rysy červenými a kanadskými. Tito hybridi jsou anglicky nazýváni Blynx nebo Lynxcat, což je vlastně složenina z názvů Bobcat (rys červený) a Lynx (rys kanadský). V roce 2004 byli studováni dva kříženci z Minnesoty a výsledkem bylo zjištění, že u obou byla matkou rysice kanadská. Kříženci přebírají morfologické charakteristiky obou druhů.
V zajetí byli rysové kříženi s oceloty, karakaly a servaly. Existují zprávy i o hybridech koček a rysů, ale nikdy se je nepodařilo věrohodně prokázat, například pomocí DNA testů.

## Biotop a ekologie
Typickým biotopem všech rysů jsou lesy, především lesy jehličnaté a smíšené. Rys červený je ze všech druhů nejpřizpůsobivější co se životního prostředí týče. Dokáže žít i v polopouštních či naopak bažinatých oblastech. Rys pardálový obývá kromě piniových středomořských lesů i křovinatou vegetaci garrigue.

### Rozšíření
Všichni rysové žijí na severní polokouli. Rysové kanadský a červený obývají Severní Ameriku (rys červený Mexiko, USA a Kanadu, rys kanadský USA a Kanadu), rys pardálový Pyrenejský poloostrov a rys ostrovid velkou část Eurasie. Území všech rysů se za posledních několik set let zmenšilo a tento úpadek dosáhl největších rozměrů v Evropě. Rys ostrovid byl původně rozšířen prakticky po celé Evropě s výjimkou Britských ostrovů a k jeho vymizení z mnoha míst došlo dříve než k vymizení vlků a medvědů a to i přesto, že nebyl tak intenzivně pronásledován. Tento trend byl zvrácen zhruba v 50. letech 20. století, kdy mnohé země zavedly první specifická ochranářská opatření. Koncem 20. století se s největšími problémy musel potýkat rys iberský. Jeho populace poklesla o přibližně 80 % kvůli myxomatóze králíků divokých, kteří tvoří jeho hlavní kořist, a také kvůli fragmentaci životního prostředí. V Americe nedošlo k tak výraznému ústupu, ale přesto i zde především kvůli rozvoji zemědělství se území rysů zmenšilo. Rys červený již nežije na středozápadě USA, v jižní Minnesotě, na východě Jižní Dakoty, v Iowě a ve větší části Missouri. Rys kanadský se stále vyskytuje na 95 % původního areálu v Kanadě, ale zmizel z části USA.

## Ochrana

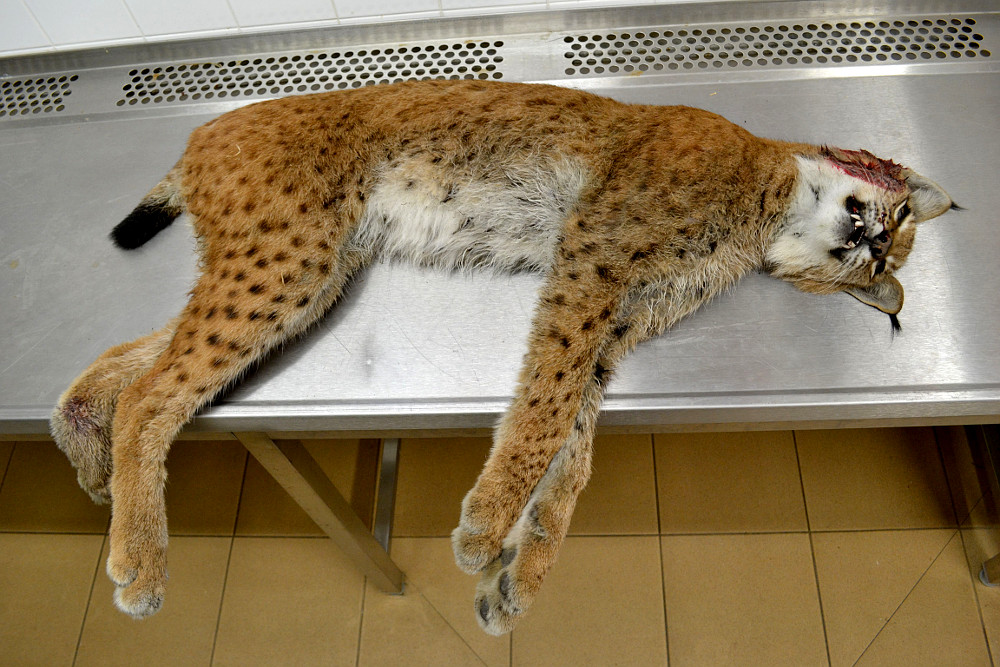
Rys ostrovid sražený na české dálnici D1

S výjimkou rysa iberského považuje IUCN populace rysů za dostatečně velké a stabilní. Proto je vyhodnocuje jako málo dotčené, s tím, že rys iberský má status ohrožený.
CITES vede od roku 1990 rysa iberského v příloze I, což znamená, že veškerý obchod s ním je zakázán. Ostatní druhy jsou uváděny v příloze II. Úřady v USA zažádaly o vyjmutí rysa červeného z přílohy II kvůli jeho stabilně vysokým počtům, ale žádost byla zamítnuta. Rys ostrovid je chráněn ve většině zemí svého výskytu, nicméně ve Švédsku, Finsku, Norsku, Estonsku, Rumunsku, Rusku a Iráku je povolen v odlov za určitých okolností a v určitých oblastech. V Arménii není rys ostrovid chráněn vůbec. Lov rysa červeného a kanadského je ve všech zemích Severní Ameriky za určitých okolností povolen, nicméně podléhá rozdílným dílčím omezením v závislosti na jurisdikcích konkrétních států.

## Rys v kultuře

### Etymologie
Termín „lynx“ [lε: ks] pochází z latinského lynx, které bylo převzato z řeckého λξγξ, což znamená prostě „zvíře“. Možné je, že slovo má kořen v indoevropském slově leuk – „jas“ či „svítit“. V češtině a dalších slovanských jazycích má šelma podobný nebo stejný název – rys, ris, ryś, puc, рысь. Původní písmeno „l“ na začátku slova bylo z neznámých, snad tabuových důvodů změněno na „r“. V přirovnání lynx označuje prohnanou osobu. „Mít oči jako rys“ znamená skvěle vidět. Tento výraz vznikl zkomolením původního významu „mít oči jako Lynkeus“, který vyjadřoval údajnou schopnost argonauta Lynkea (Lyncea) vidět skrze hmotu. Souhvězdí rysa bylo pojmenováno tak proto, že hvězdář Hevelius v 17. století tvrdil, že ho dokáže spatřit jen ten, kdo má obzvláště ostrý zrak, tedy oči jako rys. Výraz „pouštní rys“ označuje karakala, který byl dříve mezi rysy řazen. Rys ostrovid býval někdy označován jako „jelení vlk“, což vychází z latinského Lupus cervarius znamenající „vlk napadající jeleny.“ Rys kanadský je ve frankofonním prostředí takto občas označován i v současnosti.

### Mytologie

#### Indiáni
V mytologii amerických Indiánů reprezentuje rys množství znaků a záleží skupinu od skupiny či kmen od kmene jak byl přesně vnímán. Často býval v příbězích spojován s kojotem. Oba jsou mnohdy svázáni s mlhou a větrem jako opačnými elementy. Studiem mýtů, kde hrají roli rysové, se zabýval Claude Lévi-Strauss ve své knize Histoire de Lynx. Podle něj protikladná dvojčata rys a kojot reprezentují věčné vyvažování rovnováhy světa. Rys je odpovědný a rozvážný, zatímco kojot bláznivý. Rys také reprezentuje lovecké schopnosti, ale někdy hraje i negativní roli padoucha, násilníka a chamtivce, kterého nakonec ošálí lidé nebo menší zvířata, například králík.

#### Evropa

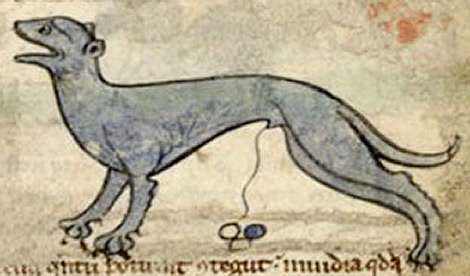
Malba rysa z bestiáře ze 13. století. Rys právě močí a vytváří tak údajný drahokam lyncurius.

Rys nehrál v evropských kulturách resp. mytologii důležitou úlohu. V bestiářích je zobrazován jako vlk se skvrnami na hřbetě. Samice rysa údajně mohla porodit jen jednou. Rysí moč se prý měnila na drahokam zvaný Lapis lyncurius neboli rysí kámen, který údajně disponoval schopností přitahovat některé jiné materiály či kovy. Drahokam prý také dokázal zbavit močových kamenů. Rysové však nechtěli, aby ho lidé využívali a místo po močení zahrabávali pískem. Rysí zrak, dezinterpretací báje o Argonautech považovaný za mimořádně skvělý, údajně dokázal i oslepit, neboť jeho briliantové oči prý vrhaly ostré světlo.

### Kočka dlouho neznámá
První popis rysa ostrovida pochází od Plinia staršího, který ho srovnával s vlkem: „Effligie lupi, pardorum macullis“ neboli „podobá se vlkovi s pardálími skvrnami“. Podle Plinia existovaly dva druhy rysů: 1) Lupus cervarius (doslova „vlk napadající jeleny“), který byl využíván v římských arénách a 2) Lynx, což mělo být pohádkové zvíře z Etiopie. Tyto nepřesné a vágní charakteristiky sloužily jako vzor pro určování a popis rysů po další staletí. Jelikož rys je zvíře velmi plaché a skrytě žijící, jen málokdo se s ním setkal a mohl popis upřesnit. Naopak díky své tajemnosti si vysloužil pověst fantastické a zuřivé šelmy. Lidé se ho velmi obávali, někdy ho nazývali vlk se zebřím rouchem. V Bibli se rys vůbec nevyskytuje. Objevuje se v knize Milion od Marca Pola a poprvé byl namalován v Livre de chasse (Kniha lovu, 1389) od Gastona Fébuse.

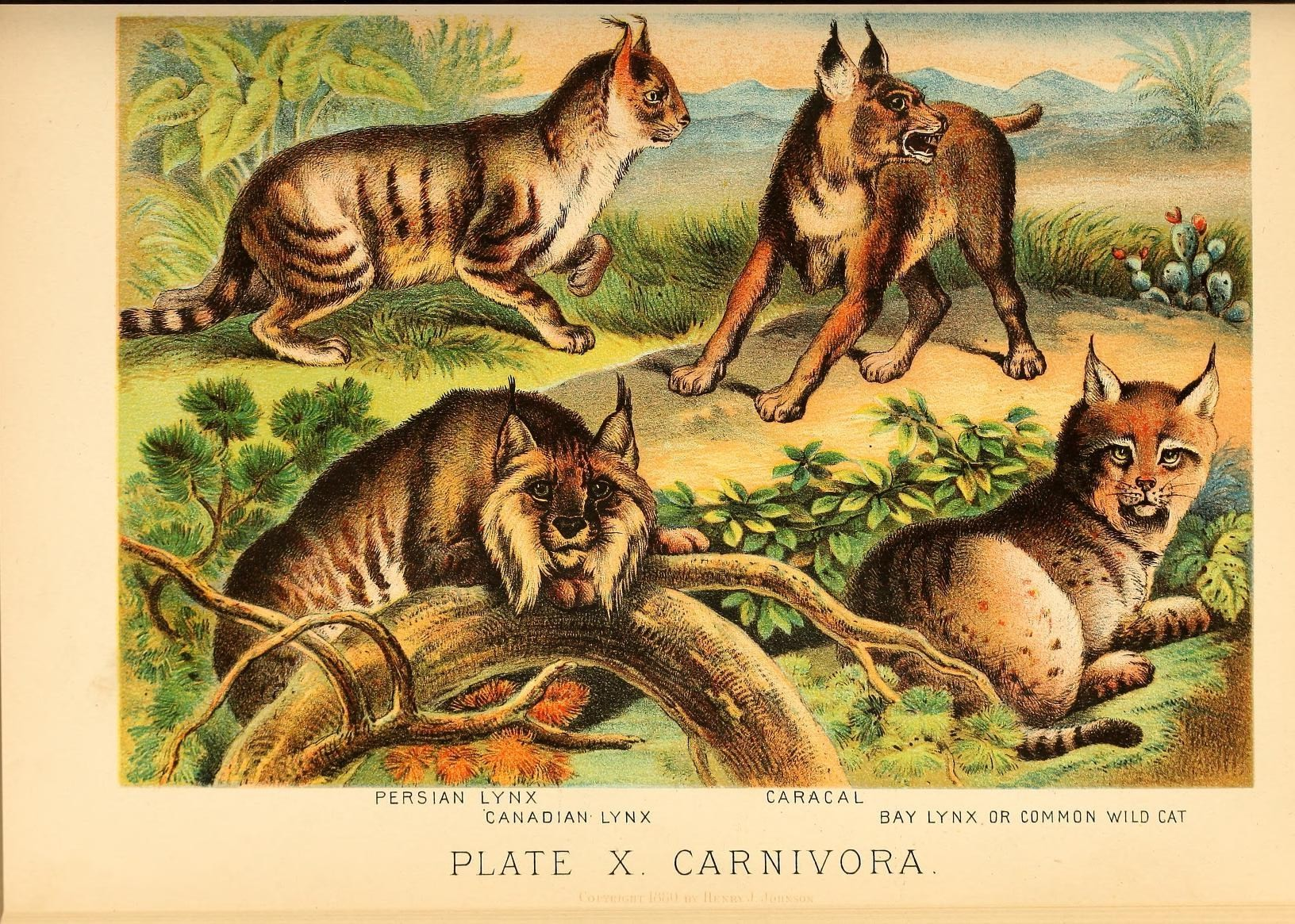
Představa různých druhů rysů koncem 19. století

Po dlouhou dobu byli rysové děleni na dva druhy – Lynx a Lupus cervarius. Až do 19. století se především v souvislosti s druhým jmenovaným držely různé pověry. Lupus cervarius podle Pierra Boitarda prokousával svým obětem díru za lebkou a vysával jim odtud mozek. Občas byl považován za původce některých případů údajných zvířecích lidožroutů, například kauzy tzv. bestie z Gargaille (1819). Skutečně seriózní výzkumy, které tyto pověry vyvrátily a rysa skutečně pravdivě popsaly a zařadily, byly podniknuty až v druhé polovině 20. století.

### Symbolika
Rys byl v tradiční heraldice dlouho dělen na dvě rozdílné figury popsané v předchozí kapitole. V moderní heraldice zaujímá rys poměrně důležité místo, je ve znacích několika rodů, provincií a měst například Byglandu v Norsku, Kladna v Česku, Bodajba v Rusku, regionu Kanta-Häme ve Finsku, Raseiniai v Litvě a dalších. Je považován ze symbolické zvíře Severní Makedonie, objevuje se na její pětidenárové minci. Rys ostrovid je národním zvířetem Rumunska. Nachází se v emblémech některých univerzit a sportovních týmů a klubů, například hokejové reprezentace Slovinska, basketbalových Charlotte Bobcats (název týmu Charlotte Hornets v letech 2004-2014) a fotbalových Toronto Lynx. 

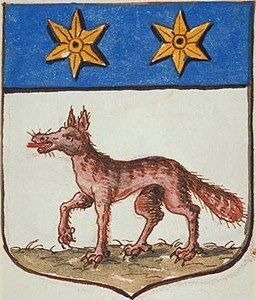
Rys v podobě pruhovaného vlka na rodinném erbu rodiny Baillet ze 17. století
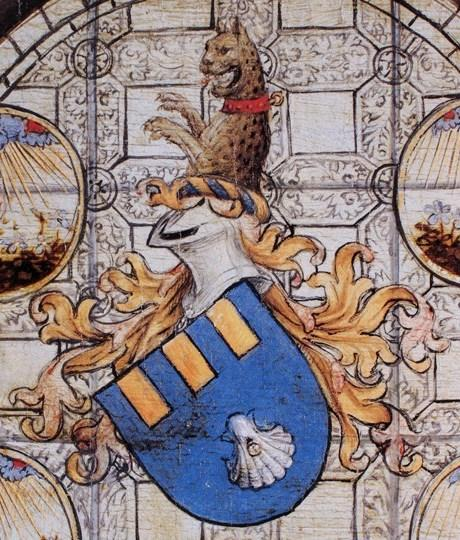
Erb Maartena van Nieuwenhove z patricijské bruggské rodiny (1487)
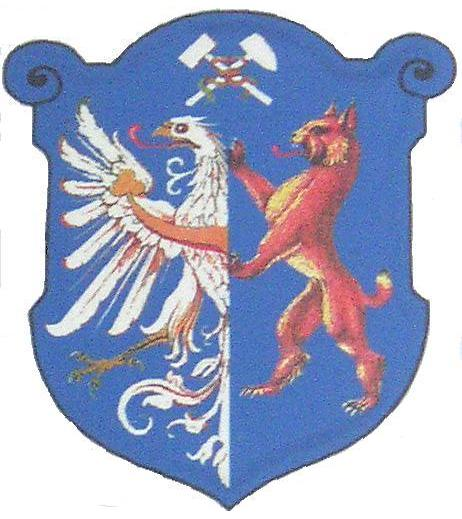
Znak města Kladno
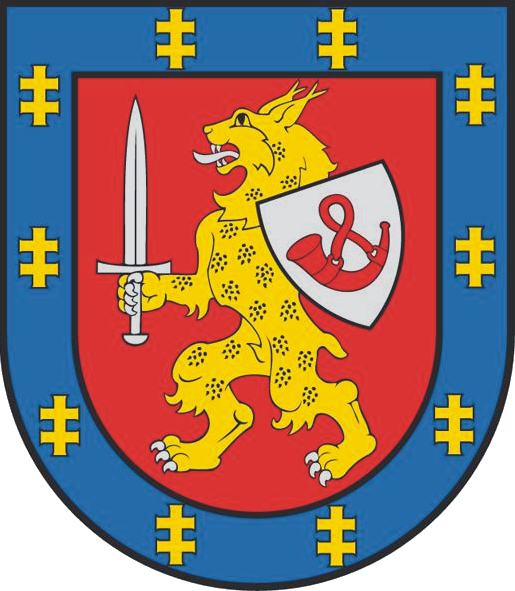
Znak Taurageského kraje v Litvě
Znak francouzské komuny Valognes
Znak norského města Hemsedal
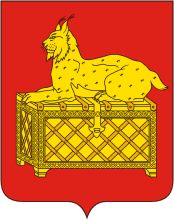
Znak ruského města Bodajbo
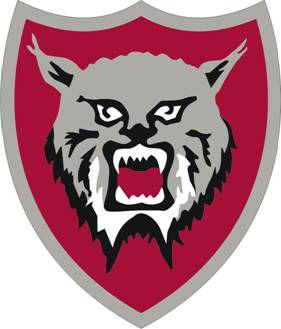
Znak Phoenix Central High School z poloviny 80 let 20. století

### Využití

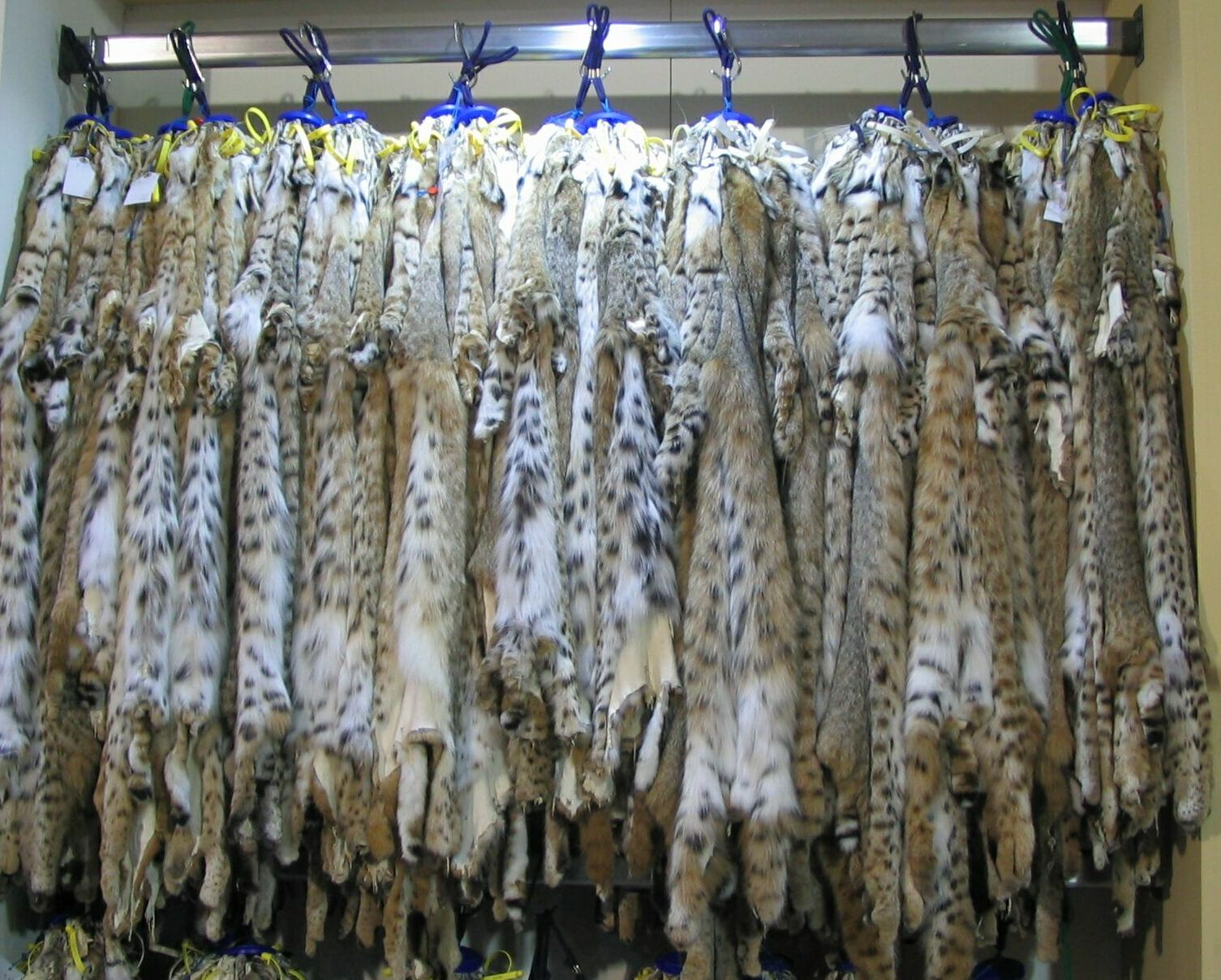
Kožešiny rysa červeného určené k prodeji

Ve středověku byly rysí drápy a zuby užívány jako amulety. Rysové všech druhů byli poměrně intenzivně loveni pro svou kožešinu. Kožešinu rysa kanadského vyhledávali kolonisté od počátku evropského osídlování Kanady. Trapeři a domorodci v oblasti západního pobřeží Kanady pojídali rysí maso. Kožešina rysa červeného je nejprodávanější kožešinou ze všech kočkovitých šelem. Využívá se k výrobě kabátů, koberců a dekorací. Nejvyhledávanější je kůže z oblasti břicha. Většina exportu pochází z USA – v 90. letech to bylo v průměru cca 13 000 kožešin ročně, v roce 2000 již téměř 30 000 a v roce 2013 dokonce 65 000. Na začátku 21. století cena kožešin výrazně vzrostla, což bylo dáno poptávkou z Evropy, Číny a Ruska. V roce 2000 to bylo 85 dolarů za kus, v roce 2013 589 dolarů, nicméně v roce 2015 poklesla na 305 dolarů.

### Lidský pohled na rysy
Rys má prospěch z postupně se měnícího lidského pohledu na predátory. 70 až 80 procent obyvatel západoevropských zemí souhlasí s návratem rysů do přírody, přičemž obyvatelé měst jsou v tomto případě více pro než obyvatelé venkova. Hlavními odpůrci rysů jsou lovci (myslivci), kteří šelmu obviňují ze snižování populace lovné zvěře. Dále jde o chovatele domácích zvířat, jimž rysové způsobují určité ztráty. Například ve Švýcarsku zabije tamních cca 150 rysů asi 8000 kusů jelenovité zvěře ročně. V porovnání s tím usmrtí lidé jen při lovu 40 000 jelenovitých a dalších cca 9000 je zabito při dopravních nehodách (z celkového počtu cca 130 000 žijících v přírodě). Aby se minimalizovaly škody způsobené rysy na dobytku bylo vyzkoušeno mnoho prostředků a metod. Nejefektivnější zůstávají hlídací (ovčáčtí) psi a používání plotů. Obecně je stále povědomí lidí o rysech a jejich způsobu života poměrně nízké, neboť rys žije velmi skrytě a pozorování jsou vzácná. V porovnání s jinými kočkovitými šelmami se mu věnuje jen málo knih a dokumentů.

## Galerie

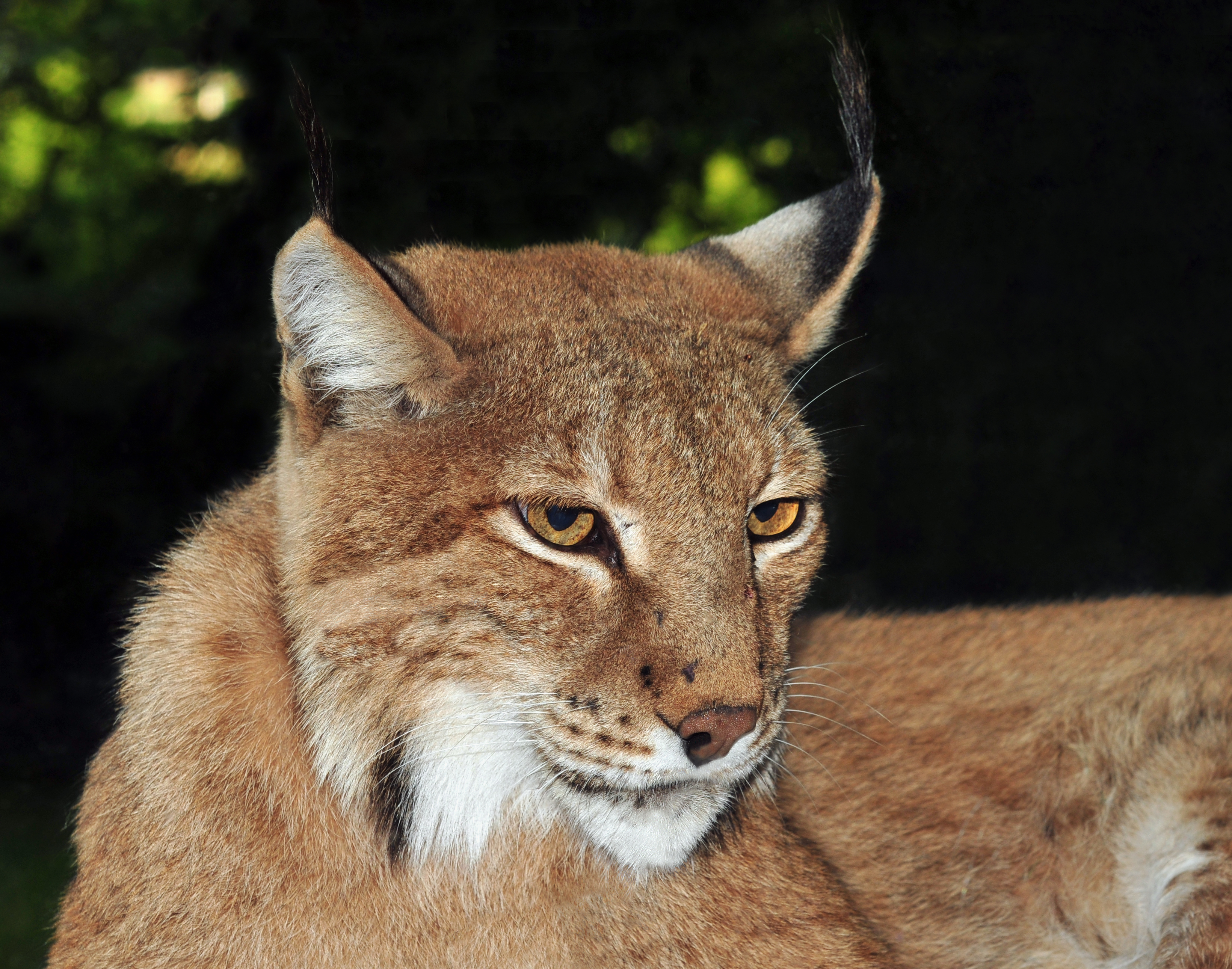
Hlava rysa ostrovida
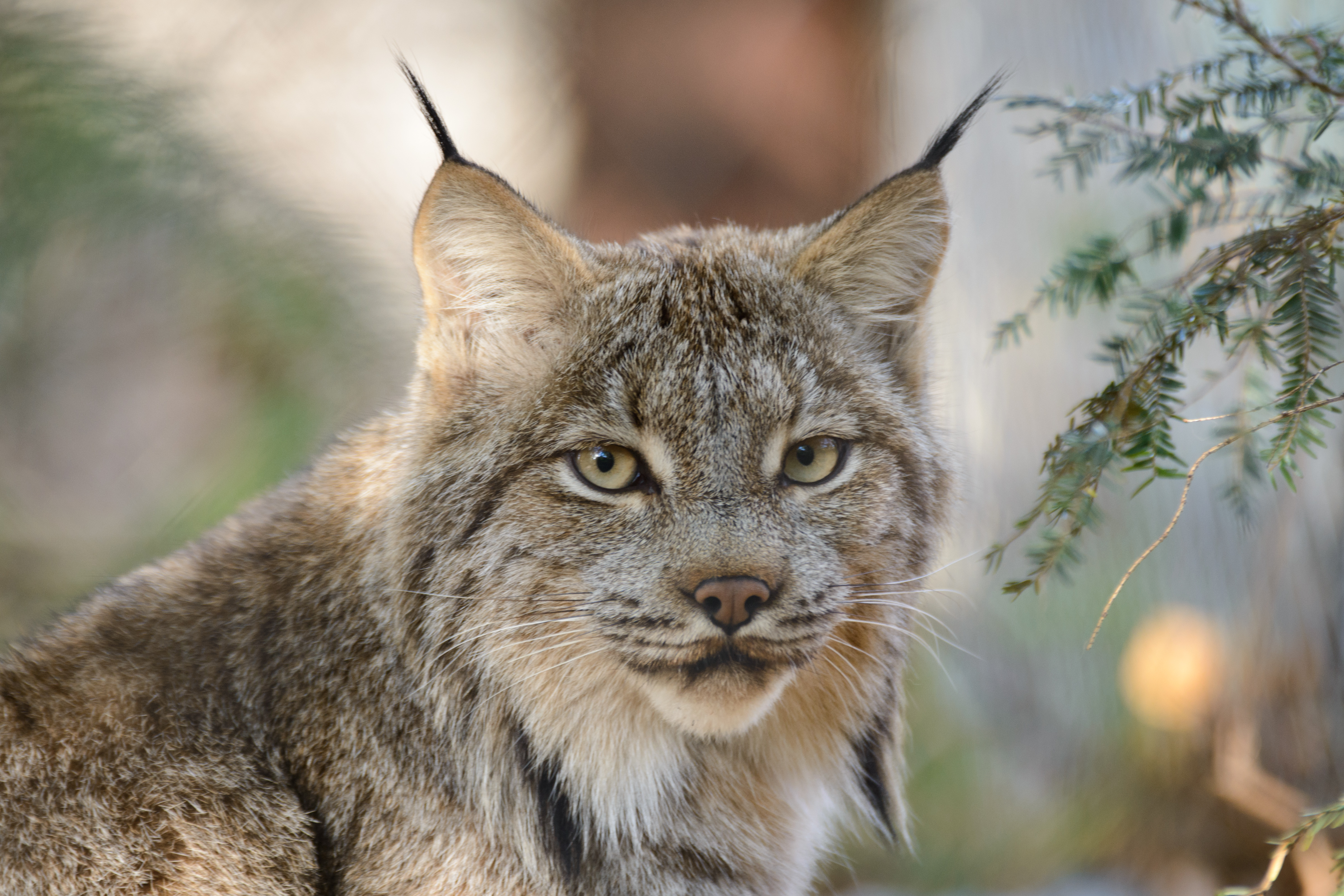
Hlava rysa kanadského
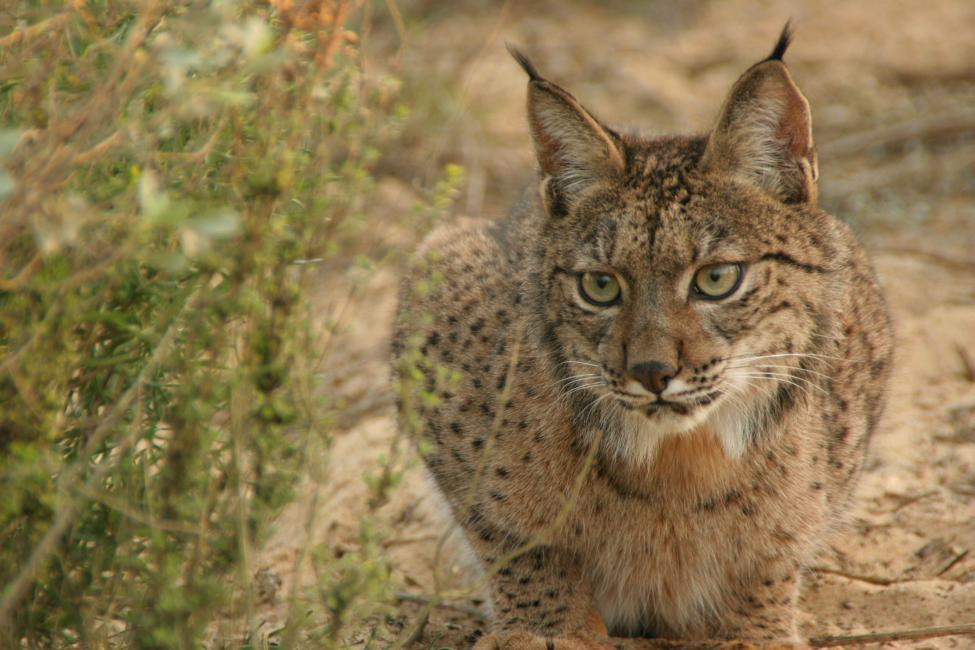
Hlava rysa iberského
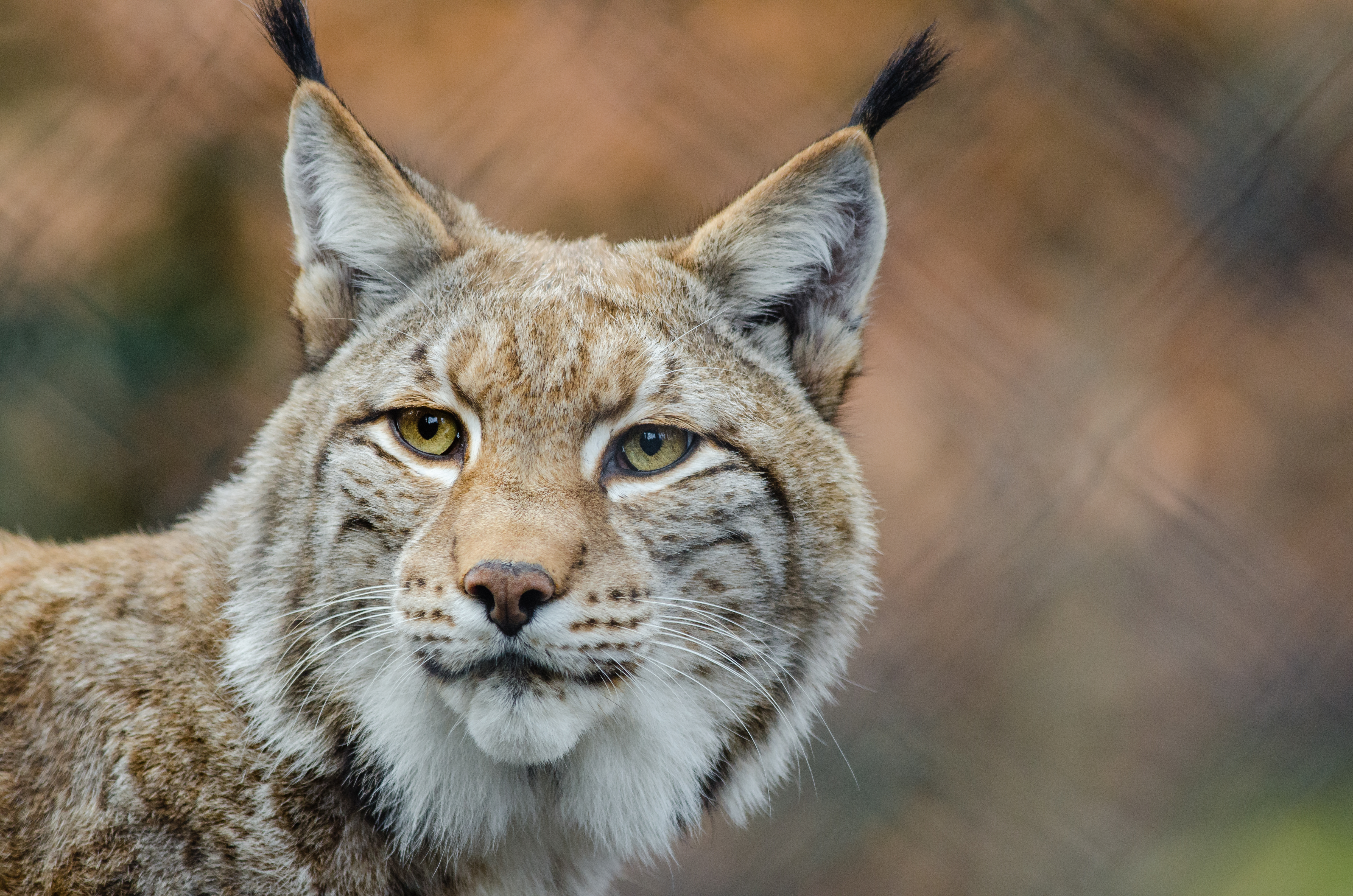
Hlava rysa červeného
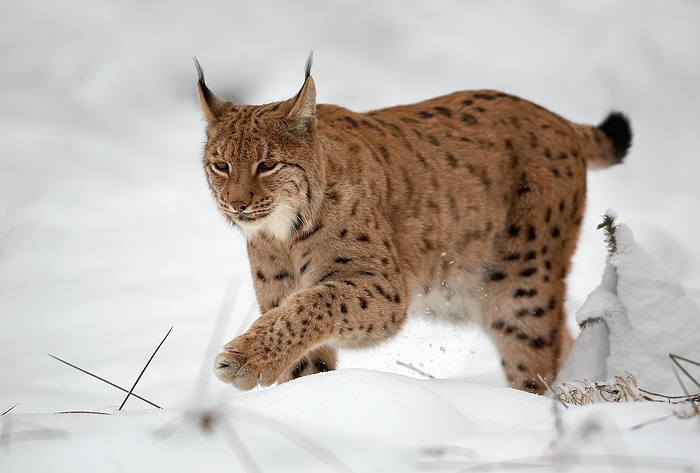
Rys ostrovid
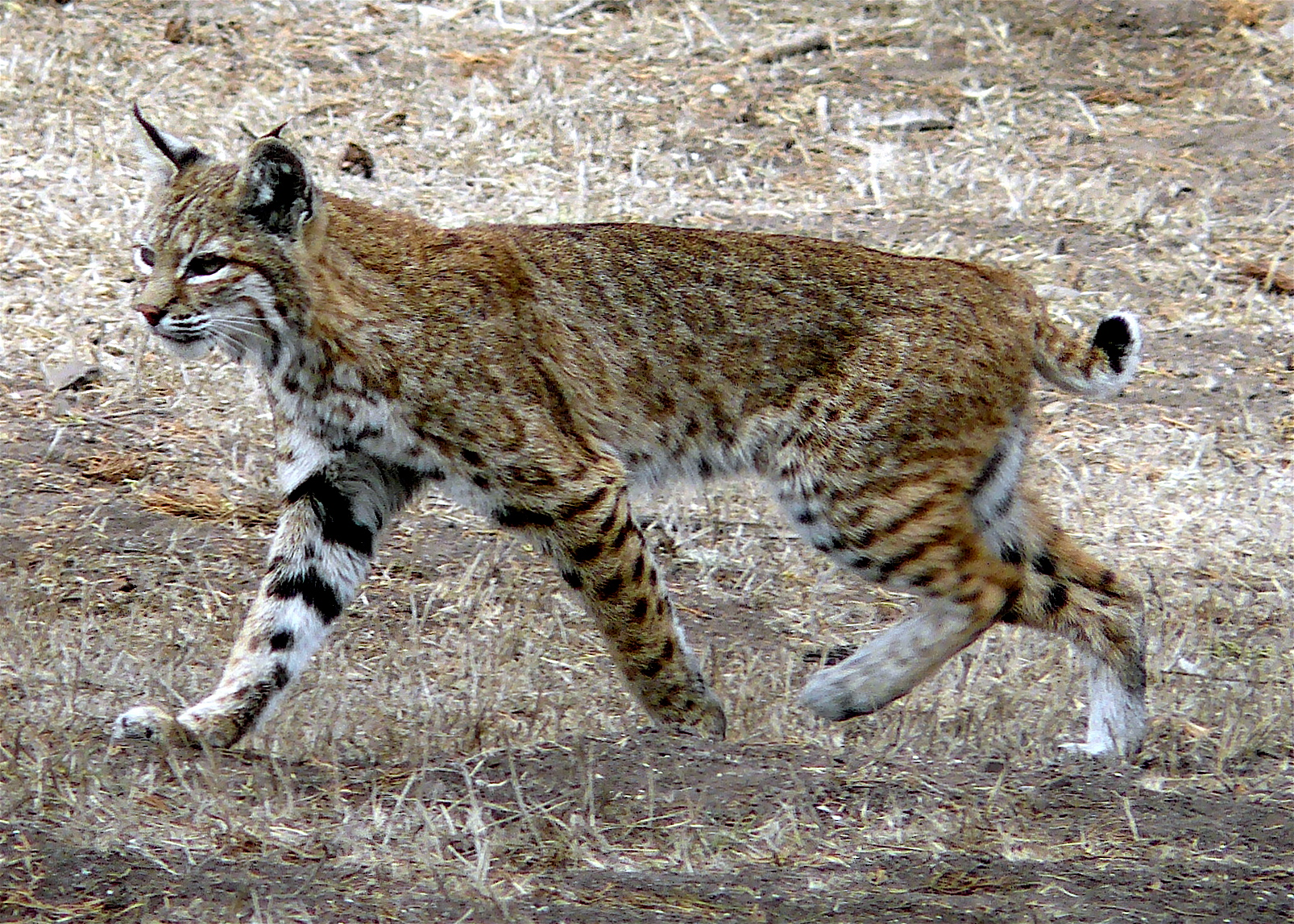
Rys červený
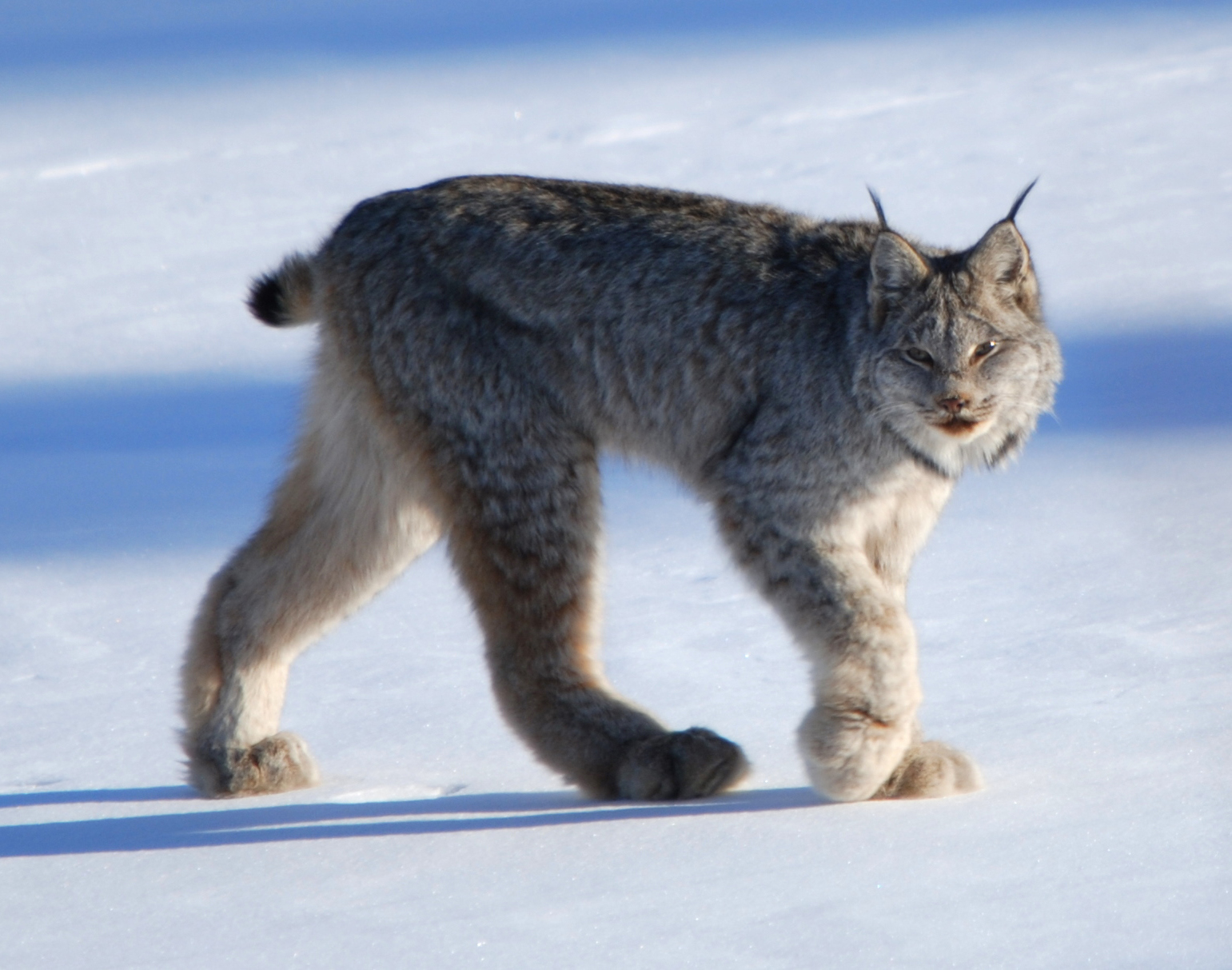
Rys kanadský
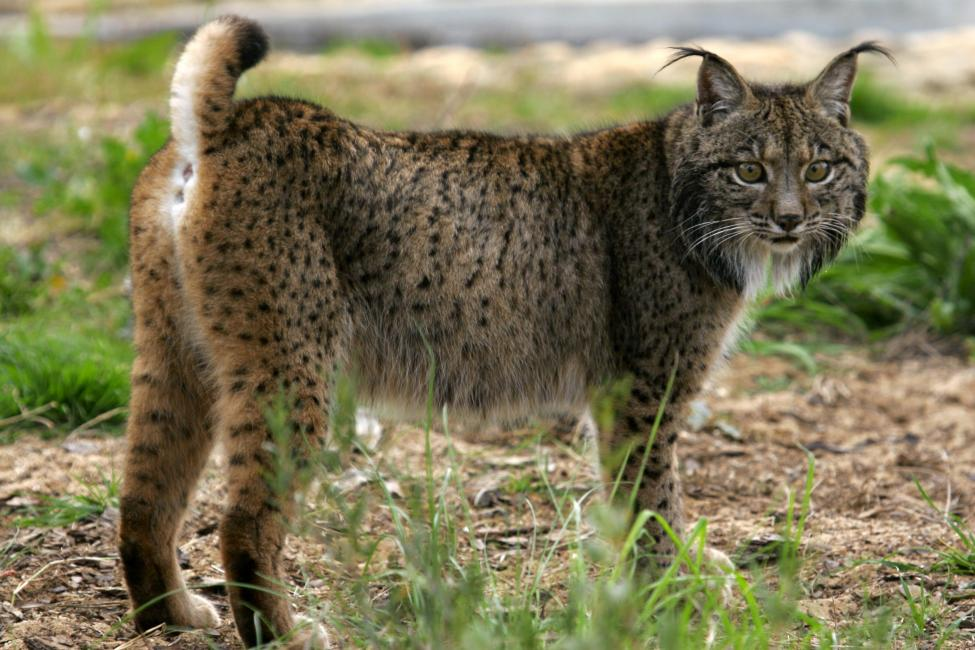
Rys iberský